# 트리니티 블러드
《트리니티 블러드》(トリニティ·ブラッド)는 일본의 라이트 노벨. 작가는 故 요시다 스나오. 일러스트는 토레스 시바모토. 약어는 ‘트리브라(トリブラ)’.

## 개요
유럽의 교황청을 비롯한 봉건 제후의 역사와 흡혈귀 전설을 모티브로 만든 소설. 애니메이션 작업이 시작된 무렵인 2004년 7월 작가 요시다 스나오가 폐경색으로 사망하여 미완의 소설로 남게 되었다.
대한민국에서는 NT노벨에서 10권까지 출간했으나, 작가 요시다 스나오의 사망으로 인한 해외판권 문제로 발행이 중지되었다.
현재 일본 원서와 국내 정식 번역판은 종이서적 형태론 모두 절판 되었고, E-Book 형태로 볼 수 있다.

## 스토리(Story)
전 세계가 말려들어 핵병기와 세균병기 등이 난무했던 대재앙인 <아마겟돈> 이후, 인류의 생존권은 유럽 주변에 한정된 데다가 문명이 거의 파괴되어 문화나 생활수준이 중세까지 후퇴하고 만다. 게다가 홀연히 나타난 이종지성체 흡혈귀(뱀파이어)가 출현하여 교황청을 중심으로 한 인류는 가까스로 승리하였다. 그러나, 그들이 완전히 멸망한 것은 아니었다. 흡혈귀들은 진인류 제국을 세워 인류와 소규모 전투를 계속하고 있었다. 그로부터 천년 뒤, 교황청과 제국의 경계인 이슈트반에 한 명의 순회 신부가 도착했을 때, 세상은 다시금 혼돈에 빠지기 시작했다. 인류의 아득히 먼 미래를 그린 근미래 묵시록.

## 등장인물

### Ax (Arcanum Cella ex Dono Dei: 교황청 국무성성 특무분실)
아벨 나이트로드(Abel Nightroad)
성우 : 도치 히로키 / 구자형
본작의 주인공.
Ax(교황청 국무성성 특무분실 )의 파견집행관. 코드네임은 '크레스니크(Kresnik : 십자가를 짊어진 자)'.
190cm를 훌쩍 넘는 장신에 차분하고 부드러운 긴 은발, 그리고 마치 겨울 호수를 보는 것 같은 푸른 눈동자를 지니고 있어서 가만히 보기만 하면 상당히 청초한 미남이지만, 본 성격은 덜렁대고 얼빠진데다가 식탐이 엄청난 팔푼이. 주위 사람들은 아벨을 보고 '식충 대마왕' 혹은 '얼간이 바퀴벌레', 소설 번역본에서는 '어리버리'등으로 부른다.
자신을 '바티칸에서 제일 가난한 신부'라고 소개한다. 월급은 매달 꼬박꼬박 챙겨받지만 그 월급을 닥치는 대로 기부 단체나 사회 복지 단체에 몽땅 기부해버리기 때문에 매달마다 늘 빈곤해 죽을 것 같은 상황에 처하곤 한다.
위급한 상황(돈이 다 떨어지거나, 배고파 죽을 것 같을 때, 혹은 엄청 곤란한 상황에 처했을 때) 자주 하느님에게 기도하며 자신의 불행을 한탄해 푸념을 많이 한다: 체내에 <나노 머신 크레스니크 02>라는 수수께끼의 존재가 이식되어 있다. 이 크레스니크 02를 발동시키면 아벨은 '흡혈귀의 피를 마시는 흡혈귀'인 '크레스니크'로 변신하며 안구전체가 붉은 핏빛으로 변하고 긴 은발은 하늘로 솟구치며, 검은 날개의 괴물로 변하게 된다. 아벨 본인은 이 형상을 '자신의 죄의 각인'이라고 부르고 있다.
10년 전의 사건으로 가족을 잃은 카테리나를 도와주어 이후 카테리나의 부하가 된다.
크레스니크의 기동율은 대체적으로 40%이지만, 강적과 조우할 경우에는 80%까지 올리기도 한다. 하지만 너무 기동률을 올리면 체내의 크레스니크가 아벨의 정신을 침식시키기 때문에 아벨은 되도록이면 절대로 크레스니크의 기동률을 함부로 올리진 않는다.
이름의 유래는 구약성서의 창세기에 등장하는 아담과 하와의 차남 아벨이다.
태생이나 경력 등은 모두 불명. ‘UN 우주 항공군 중령. <레드마스 프로젝트> 관리부 보안과 책임자’라는 ID로 대재앙 이전의 유실 기술 중추에 액세스 할 수 있는, 당시의 인물이나 사건을 마치 직접 면식이 있는 것 같은 언동을 취하는 등 대재앙이나 암흑 시대 혹은 그 이전부터 살아왔다는 것을 시사하는 묘사를 볼 수 있어 그 정체가 흡혈귀들에게 있어서는 전설적인 존재라는 것을 알 수 있다.
디트리히의 말에 의하면 나이트로드 3남매는 과거 '세계의 적'이었다고 한다.
- 무기
  - 구식 6연발 퍼거션 리볼버
  - 낫 : 크레스니크 02 상태에서 아벨이 사용하는 무기.

- 기술
  - 메가볼트 급 생체 발전 : 체내의 세포 발전량을 극한까지 끌어올려 방전시키는 크레스니크 02의 힘, 본래 체내의 세포들은 스스로가 굉장히 미약하게 발전을 하고 있는데 크레스니크 02로 변신하면 그 세포 발전량이 엄청나게 비약적으로 상승, 신체에서 2억 볼트가 넘는 번개를 발산해 벼락을 날리는 것이 가능하다. 아벨이 '크레스니크 02'를 80% 정도 가동하면 등장하는 힘이다.
  - 스파크 갭(Spark Gap : 방전 절단) : 2개의 전극 사이에 강력한 방전을 일으키면 이온화한 공기의 압력이 한정된 공간으로 모여든다. 그 때의 공기의 압력이 만들어내는 충격은 이론상이긴 하지만 대성당 하나는 한 방에 절단시켜버릴 정도의 위력이며, 정말 무시무시하게도 아벨은 이런 스파크 갭의 초점을 자유자재로 지정하는 것이 가능하다.

에스텔 블랑쉐(Estell Blanchett)
성우 : 노토 마미코 / 이현진
본 작품의 히로인.
홍차 같은 색조의 진홍색 빛깔의 붉은 머리카락과 청금석 빛깔의 눈동자를 한 수녀.
갓난아기였을 무렵, 이슈트반 교회에 맡겨져 견습 수녀로 자란다. 17세 때, 파견되어 온 아벨과 만난다. 이슈트반을 공포통치하고 어머니 같은 여주교를 살해한 흡혈귀 쥴라 카다르에게 복수할 생각을 갖지만, 그의 과거(아내가 인간들에게 살해당함)를 알고 흡혈귀(=장생종)와 인간(=단생종)의 대립에 의문을 갖는다. 그 후, 로마에 전속되어 교황청 국무성성 조사부에 배속되어 자주 아벨을 서포트한다.
탄식의 별 사건 이후, 장생종과 단생종들이 대립하는 상황을 타개하려는 이상을 가지게 된다.
사랑스러운 외모에 비해 야무지고 견실한 성격으로 가끔씩 아벨의 하나도 도움 안되는 도움에 애를 먹고 있다.
운전실력이 매우 난폭하다. 방향 전환을 한 번 할려면 주변 기물들의 희생이 절대적으로 필요할 만큼 거칠다. 참고로 성격도 180도 변해버린다.(동승하던 아벨과 이온이 정신차리지 못할 만큼).
R.O.M의 《장미 옥좌》와 《가시 면류관》에서는 알비온 여왕 브리짓 2세의 손녀 에스더 블란쳇이라는 사실이 밝혀져 환속한 후 알비온 여왕으로 즉위한다.
본래 알비온의 여왕인 브리짓 2세의 아들 길버트 왕세자와 정실 빅토리아 왕세자빈 사이에서 태어난 왕녀로, 왕세자는 병사하고 왕세자빈은, 자신의 딸을 왕위에 앉히려고 획책한 길버트의 애인 핼리엇이 보낸 자객에 의해 살해되지만, 그 계획을 눈치챈 빅토리아가 에드워드 화이트경에게 부탁해 자신의 딸과 에드워드의 사산된 아이를 바꿔치기 한다.
그녀의 모델은 잉글랜드의 여왕 엘리자베스 1세이다.
이름은 파사 어로 '별'이라는 이름을 론디니움 발음으로 바꾼 것, 구약성서 에스델기의 주인공으로부터 유래했다고 볼 수 있다.
- 무기
  - 산탄 총(Shot Gun) : 총신과 총대를 절단하여 허벅지 길이로 분해해 스커트 아래에 착용하고 있다.

트레스 이쿠스(Tres Iqus / HC - Ⅲ. Ⅹ)
성우 : 나카이 카즈야 / 최한
Ax 파견집행관. 코드네임은 ‘건슬링거(Gunslinger : 총잡이)’.
짧게 깎은 갈색 머리카락에, 인형인 듯한 단정한 용모를 갖춘 몸집이 작은 청년.
기계로 만들어진 몸에 인간의 뇌를 이식한 '기계화 보병'
생체부품 중 하나인 뇌의 Human Factor가 억제되어있어 대부분의 상황에도 늘 일관성 있게 무표정을 취하고 있다. 하지만 가끔씩 인간 다운 따스한 감정이 배어나오며 기계 답지 않게 다른 멤버들을 걱정해주는 면도 있다.
전투 중은 물론 일상 생활에서도 늘 계산식으로 행동하고 말을 한다.
1. . 'x, yz초 느리다'(혹은 빠르다)
2. . '포지티브'(긍정의 표현 - 네)
3. . '네거티브'(부정의 표현 - 아니오)
4. . '손해 평가 보고를'(누군가 사건을 당했을 때)
5. . '난 인간이 아니다, 기계다.'(카테리나에게 거두어질 때 처음으로 한 대사. 가끔씩 자신의 존재를 부각시킬 때 많이 사용한다.)
6. . '재 입력을 요구한다.'(말을 잘 못 알아들었을 때, 혹은 무슨 소린지 모를 때)
7. . '전술 사고 모드를 Genoside Mode(섬멸 모드)로 변환, 컴뱃 오픈'(전투 돌입 시)
8. . 'Clear, 전술 사고 모드를 Asult Mode(기습 모드)에서 Search&Destroy Mode(탐색 공격 모드)로 변환(전투 도중 작전을 바꿀 때)
9. . 'Mission Complete'(임무 완수)

본래 그는 왕립 론디니움 대학의 3대 천재 중 하나인 '제페트 가리발디' 박사의 작품인 'Killing Dolls'(살인 인형) 시리즈 중 한 개체였다. 제페토 가리발디는 인간의 뇌를 기계몸에 이식한다는 혁신적인 생각을 해 낸다. 기존의 '강화인간'은 인간의 몸에 기계의 파츠를 이식하는 식이었는데 가리발디는 발상의 전환을 이용해 역이용한 것. 그는 수정란을 배양해 아이를 키워 인간의 두뇌를 얻고 그것을 기계에 이식하기로 계획을 짜지만 프로젝트가 '비 인간적이다'라는 이유로 어느날 갑자기 교황청에 의해 폐기처분을 당한다. 분노한 그는 완성한 Killing Dolls 10기를 이용해 교황청의 성 천사성(산탄젤로)을 점거함으로써 자신이 만든 연구물의 우수성을 증명하고는 그 자리에서 권총으로 자살한다. 반란의 진압후 망가진 10기의 기계화 보병 중 가장 경미하게 파손된 2호(듀오)와 3호(트레스)만이 다시 개조되어 살아남는다. 듀오는 이단심문국에서 수습하고 트레스는 Ax에서 수습하게 된다.
카테리나에 대한 충성심이 하늘을 찌를듯이 강하며, 그로 인해 '강철의 사냥개'라는 별명이 붙여졌다.
Ax에서 가장 예산을 많이 잡아먹는 멤버, 본인의 수리비도 그렇지만 그것보다 트레스가 부순 건축물의 보상비가 가히 천문학적인 수준이라고 한다.
참고로 트레스 이쿠스는 이름이 아니라, 제조 넘버 ‘HC-ⅢⅩ(하케 트레스 이쿠스)’이다.
- 무기
  - 대형 권총 M13 제리코 '디에스 에라이'(진노의 날) : 트레스의 주 무기, 전투 시에는 언제나 손에 들고 다니며 일상 생활 시에는 허리의 벨트의 장전하고 다닌다.

카테리나 스포르차(Katerina Sporcha)
성우 : 혼다 다카코 / 차명화
교황청 국무성성 장관을 맡고 있는 황금빛의 머리칼과 회색 눈동자를 한 미모의 추기경. Ax의 상사.
10년 전, 뱀파이어에 의해 자신의 의부모가 올덴에 의해 살해당하고 자신도 죽을 뻔한 것을 아벨이 구해주었다.
밀라노의 영주이기도 해, ‘밀라노 공’이라고도 불린다. 전임 교황 그레고리오 30세와 밀라노 공작부인 루크레치아 사이에서 태어난 사생아이며, 현 교황의 누나이기도 하다. 로젠크로이츠 올덴의 존재를 아는 얼마 안되는 인물로, 자신의 복수와 세계 파멸을 목적으로 움직이는 인류와 흡혈귀간의 싸움을 격화시키려 하는 야망의 저지를 위해 Ax를 결성, 또 평화 공작을 위해 제국 상층부와의 접촉을 시도한다.
정치계에서는 지적인 판단력과 어떤 상황에서도 절대로 평정심을 잃지 않는 포커페이스를 이용한 인맥과 친화력과 판단력을 이용해 아주 많은 공세를 펼치고 있으며, 그 냉철환 수환 덕분에 ‘철의 여인’, ‘밀라노의 암여우’라고 불리며 대내외에 공포의 대상이 되고 있다.(아벨은 '무서운 직장상사'라고 부른다.)
정치나 조직을 움직이는 일에는 탁월한 실력자이나, 그에 반해 가사일 전반은 완전히 무능하다.
교원병을 앓고 있어 선천적으로 몸이 굉장히 약하다, 그 때문인지는 몰라도 늘 여행을 하거나 어딘가로 이동할 때마다 시종 2명은 기본이고 짐을 싼 가방도 4개가 기본으로 따라다닌다.
아벨의 과거에 대해서 어느정도 알고 있으며, 아벨을 사랑하고 있다.
후에 에스텔이 알비온의 여왕이 되고 난 후, 에스텔이 소집한 국제 회의에서 올덴이 에스텔의 목숨을 노리고 테러를 일으켰을 때 에스텔을 지키다가 교황 알렉산드로 18세가 서거하자, 그 뒤를 이어 이복 오빠인 프란체스코가 교황을 선발되어 자신은 힘을 잃는다. 그 후 올덴의 계략으로 방주의 대포로 인해 로마가 괴멸하자(카테리나는 밀라노로 근신 겸 요양을 왔기에 무사), Ax를 해체하고 트레스 이쿠스와 함께 올덴을 쳐부수기 위해 올덴에 들어간다.
윌리엄 월터 워즈워스(William Walter Warzwars)
성우 : 오오카와 토오루 / 이종혁
Ax 파견집행관. 코드네임은 ‘프로페서(professor : 교수)’.
흑갈색의 머리카락, 푸른 눈, 약간 갸름한 얼굴이 특징. 알비온 출신의 귀족.
알비온의 수도인 론디니움의 출신이며, 과거에 왕립 론디니움 대학에서 3대 천재로 불렸었고 알비온의 가장 권한있는 조직 모임이자 왕국 안전 보장 협회인 '디오게네스 클럽'의 차기 간사장으로 여겨졌을 정도의 엄청난 명성을 얻어 출세의 탄탄대로가 갈고닦여져 있었지만, 19년 전(R.O.M 기준) 대학에서 '아이작 버틀러'라는 가명으로 활동하던 이자크에게 자신의 연인이자 약혼녀인 프란시스가 살해당한 후 시체 소생 실험을 당한 일을 자신이 뒤집어썼었다, 그 후 누명은 풀렸지만 윌리엄은 이 일을 계기로 이자크를 뼛속 깊이 증오하며 Ax에서 활동하면서도 이자크를 계속 추적하고 있다.
아주아주 전형적인 영국 신사. 설령 자신이 죽을 위기에 처해 있더라도 아주 태연하게 유서를 쓸 시간을 30년만 더 주면 후세에 길이 남을 글을 쓸 수 있을 것 같다는 농담을 할 정도로(나이트 호스피털 참조.) 포커 페이스이며, 오만불손하고 살짝 무신경한 이기적인 모습을 보이나 속은 따뜻하다.
현직 로마 대학 교수이기도 하며(때문에 아벨이나 케이트에게 교수로 불린다), 다른 멤버와 같은 특수능력은 없지만 기술자나 참모로서의 역할을 수행한다.
뛰어나면서도 엉뚱한 발명가이기도 하다. Ax의 모든 기술적 무기 및 도구는 그의 손에서 탄생한다고 해도 과언이 아니며, 공중전함 아이언 메이든, 위그의 의수, 트레스 이쿠스의 수많은 무기와 기능, 하늘을 나는 자동차(아직 개발 중) 등등 아주 획기적이고 기술적인 무기들을 많이 만들어냈지만, 가끔가다 전혀 도움 안 되는 이상한 물건들도 발명을 한다. 아벨의 말을 빌리자면 항상 요상한 잡동사니만 만들고 있는 것 같다고....
발명만 하는 것은 아니고, 엄연히 파견집행관이기 때문에 그 역시 검술을 구사한다. 위그에게 검술을 가르친 것도 윌리엄 본인이다.
이름은 영국의 대표적인 낭만주의 시인 윌리엄 워즈워스에서 유래하였다.
- 무기
  - 지팡이 : 윌리엄이 직접 개발한 검으로도 사용할 수 있는 지팡이, 수 백개의 단추가 달려 있는데 그 단추 하나하나에 아주 실용적인 기능이 들어 있으며 단추를 복합적으로 짜 맞춰 누르면 또 다시 새로운 기능이 나오기도 하는 만능 무기이다. 주로 화염 방사기, 초 점액질 끈끈이 밧줄, 지문 채취기 등등이 있다.

케이트 스코트(Kate Scott)
성우 : 나바타메 히토미 / 여민정
Ax 파견집행관. 코드네임은 ‘아이언 메이든(Iron Maiden : 강철의 처녀)’.
워즈워스처럼 알비온 출신인 수녀.
긴 금발과 눈초리가 늘어뜨려진 눈 및의 검은 사마귀가 특징인 우아하고 청초한 미녀. 공중전함 아이언 메이든(R.O.M에서는 아이언 메이든 II)호의 함장이며, 홀로그램 영상화하여 다른 멤버와 대화를 나눈다.
주로 다른 파견집행관들의 서포트를 하고, 또 카테리나의 비서격 역할도 겸하는 유능한 여성.
평상시엔 차분한 성격이지만, 동료 아벨의 뒤치닥꺼리나 레온의 단정치 못한 행위로 골치를 썩은 일이 많기 때문에 때때로 이성을 잃기도 한다.
Ax에서 얼마 안되는 상식적인 인간이기 때문에, 항상 잔소리가 끊이질 않는다. 그러나 그런 만큼 동료들을 잘 염려하고 있다.
과거에 Ax 초기 멤버 중 한 명이었지만, 약 10년 전 카테리나를 사고로부터 구해주기 위해 그녀를 감싸다가 초 중상을 입고는 식물인간 상태에 빠진 것을 윌리엄 교수가 아이언 메이든을 만들어 그 전함의 브레인 유닛에 케이트의 뇌를 이식했다. 그래서 그녀는 늘 홀로그램 영상으로 나오는 것.
홍차를 타는 실력은 초 일류이며, 자주 상사 카테리나나 동료들에게 특제 레시피의 브렌드티를 대령한다. 가끔씩 고공비행을 할 때 밖의 구름 경치를 내다보면서 새로운 레시피를 짜는 것을 취미로 삼곤 한다.
레온 가르시아 디 아스튜리아스(Leon Garcia Di Asteurias)
성우 : 고야마 츠요시 / 성완경
Ax 파견집행관. 코드네임은 ‘댄디 라이온(Dandelion : 사자의 송곳니)’.
과거에 지브롤터 전쟁이 끝난 후 레온의 아내가 미쳐 교황청의 인물들을 죽이고 다니기 시작했는데, 결국 그가 직접 아내를 죽이고 아내의 죄를 대신 받아 사형을 선고받지만 카테리나의 도움으로 형기 1000년을 선고받는다. 그 후 카테리나와의 계약으로, 형무소에서 복역하면서 감형과 딸의 치료를 조건으로 파견집행관으로 일하고 있다.
아벨은 ‘돌팔이’, 트레스는 ‘총잡이’, 위그는 ‘사무라이’로 부르고 있다.
원래는 히스파니아 왕국군 대위로, 아프리카 방면 군 소속 제22강습정찰중대 ‘레온코트’라는 특수부대의 대장이었기 때문에 파괴공작이나 게릴라전에 능하다. 평상시엔 팔찌처럼 착용한 차크람을 애용하지만, 경우에 따라서는 폭발물이나 화기도 사용한다.
여자에 약해 늘 지나가는 아름다운 여자만 보면 자연스럽게 얘기를 꺼내며 식사 및 데이트로 몰고간다. 전에 한 번 시스터 로레타에게도 접근한 적이 있었지만 순간 홀로그램으로 나타난 케이트가 레온을 막으면서 "조심하세요, 시스터 로레타. 이 사람의 3m 반경 내에 있음 말도 임신시킨다는 소문이 있어요."라는 말로 일침을 놓으면서 어떻게든 말린 적이 있다. 그런 식으로 여자를 좋아하지만 마음 속엔 항상 딸 생각뿐이다.
외관 모델은 안토니오 반데라스.
- 무기
  - 차크람

위그 드 바토(Hweig D Vato)
성우 : 기타테 신야 / 박성태
Ax 파견집행관. 코드네임은 ‘소드 댄서(Sword Dancer : 춤추는 검사)’.
긴 연한 금발에, 비취색 눈동자를 한 조각같은 외모를 지닌 아름다운 청년. 네덜란드 브뤼헤 출신.
4도시 동맹에서 최고위 계급인 경시총감 직을 대대로 지낸 용병 귀족 집안 바토 家의 장남으로, 일찍이 흡혈귀에게 가족들이 살해당하고 자신도 양팔을 잃고 쫓겨다니던 중 워즈워스에게 구조받아 기계 의수를 달았다(이후 워즈워스를 ‘스승’이라고 부르고 있다).
흡혈귀에 대한 복수심이 굉장히 강하기 때문에, 그 복수심과 증오에 휘둘려 자주 명령을 위반, 독단 행동을 취하는 경우가 많다.
Ax 내에서도 자타가 공인하는 '불행의 별'을 타고난 남자.
여동생을 잃은 충격이 큰 것인지, 여동생과 비슷한 나이또래를 보면 잘 챙겨주려고 애를 쓴다. 타인들은 그것을 시스터 콤플렉스로 보고 있다.(이온을 여자로 착각하고 이 행동을 취한 웃긴 경우도 있다.)
주 명대사는 "검으로 사는 자, 검으로 멸망하리라."(Omnes Enim Qui Aceferint Gradium Gradio Ferivunt)
동작의 최적화를 통해 흡혈귀에게 뒤지지 않는 민첩성을 보인다. 보통 사람이든 흡혈귀든 모든 생명체는 어떠한 동작을 행할 때 불필요한 동작이 있어서 전체 노동력의 20~30%를 낭비한다고 한다. 하지만 위그는 상대의 움직임을 알아챌 수 있을 정도로 통찰력과 순발력, 사고력을 기른 뒤 전체의 동작을 군더더기 없이 100%로 행해 인간보다 신경전달속도가 20~30배 빠른 흡혈귀의 '헤이스트'(가속)에 뒤지지 않는 움직임을 보인다.
- 무기
  - 의수 : 윌리엄이 직접 만들어 달아 준 의수, 가끔씩 부작용을 일으키는 것이 흠.
  - 검 : 윌리엄이 직접 만들어 준 검, 의수와 상호 작용을 한다.

바츨라프 하벨(Vaclav Havel)
성우 : 타치키 후미히코 / 손종환
Ax 파견집행관. 코드네임은 ‘노우 페이스(Know Faith : 신앙을 아는 자)’.
Ax 초기 멤버 중 한 명, 카테리나와 아벨이 로마에 막 도착했을 시 아벨과 같이 올덴의 부하들과 전투를 한 적이 있다.
본래는 이단 심문국의 이단 심문관이었지만 당시 국장이었던 임마누엘 단눈치오와의 심한 대립으로 인해 결국 이단 심문국을 탈퇴하고 Ax로 들어온다.
신앙심이 두텁고 온후한 성격의 소유자이지만 그 지나칠 정도로 두터운 신앙심에 휘둘려, 원작에서는 교황청의 정책이나 정쟁에 항상 카테리나에게 반발, Ax를 탈퇴해 신 교황청군에 참가, 최종적으로는 자신의 고향 시민들을 지키려고 하다가 시스터 바울라에게 목숨을 잃는다.
보헤미아 공국의 브르노의 목수의 아들로 태어났다.
이름의 유래는 옛 체코슬로바키아의 민주운동가이자 체코의 초대 대통령 바츨라프 하벨이며, 용모의 유래는 아르헨티나 축구팀의 대표 가브리엘 바티스투타이다. 하지만 작가인 요시다 스나오씨는 예수 그리스도를 모델로 했다고 밝혔다.
- 무기
  - 광학성 전자 간섭장 - 불가시화 미채(不可示化 迷彩) : 하벨이 자신의 몸에 탑재한 로스트 테크놀로지. 주변의 광학성 미채들을 자유자재로 조종해 자신의 신체를 일시적으로 투명하게 만들 수 있다. 하지만 너무나도 어려운 운영과 비용 면에서도 채산이 맞지 않았던 탓에 연구가 중지되었다. 하벨은 이것을 탑재하고 있는 유일한 인물.

모니카 아르젠토(Monica Argento)
Ax 파견집행관. 코드네임은 ‘블랙 위도우(Black Widow : 검은 과부거미)’.
짧은 웨이브의 칠흑같이 검은 머리와 언제나 날카롭게 빛나는 푸른 눈동자를 지닌 여성, 흑표범을 연상시키는 외모이다.
파견집행관이며 엄연히 말해 '수녀'이지만 신부나 사제들이 입는 제복을 착용하고 있다.(그것도 가슴이 터져나오는 요염한 스타일)
시칠리아 마피아(Cosa Nostra)중에서도 명문 중의 명문 가에서 태어나 철 들때부터 살인을 시작해왔다. 그녀에게 있어서 이제 살인은 자신의 명예이자 자신이 살아있다는 증표나 다름없는 셈.
과거 카테리나를 암살하려 했으나 실패한 과거가 있으며, 그로 인해 Ax 내에서도 늘 카테리나를 죽일 기회만을 노리고 있다. 하지만 그런 이유 때문에 카테리나의 반경 100km 내에서는 임무도 받지 못한다.
(암살실패이후 목에 폭약이 내장된 목줄을 차고있다. )
Ax에 들어온 이유는 자세히 밝혀지진 않았지만, 카테리나와 어떤 계약을 맺은 것으로 추정.
카테리나를 아주 열렬히 증오하며 늘 그녀에 대한 험담만 늘어놓지만, 정작 카테리나 앞에선 아주 싹싹하고 건실한 태도로 변하며 정중하게 상사 대접을 하는 등, 아주 뛰어난 처세술과 연기를 보인다.(물론, 카테리나는 그게 연기라는 걸 처음부터 알고 있음)
살육 그 자체를 즐기는 잔인무도한 성격을 갖고 있기 때문에, 동료인 트레스로부터도 위험 인물로 간주되고 있다.
유연성이나 융통성 없이 오직 명령만 수행하는 스타일이라서 같은 Ax 멤버라도 절대 사정 봐주는 일은 없다. 그래서 협력 임무에서 동행한 멤버가 조금이라도 귀찮아지면 무조건 전투. 돈이나 임무 완수 외엔 관심 자체가 없기 때문에 적군보다 아군과 전투를 많이 벌이는 편
- 무기
  - 오지 검(五指 劍) : 모니카가 애용하는 단검, 폭이 굉장히 넓은 단검이다.

- 기술
  - 페이싱(Facing) : 모니카가 지닌 특수한 초능력, 주변의 물질과 자신의 신체를 동화시키는 능력. 이 능력을 이용하면 어느 물체와도 일체화하는 것이 가능해 어느 장소든 드나들 수 있으며 모니카는 이 능력을 이용해 자신의 타깃을 죽일 때 타깃의 신체에 자신의 손을 동화시켜 침투시킨 다음 심장만을 빼내 죽인다. 굉장히 강력하긴 하지만 약점이 있다면 주변의 물질과 자신의 신체가 동화될 때 그 물질을 공격하면 자신의 신체도 같이 데미지를 입는다는 것.

카야 쇼카(Kaya Shoka)
Ax 파견집행관. 코드네임은 ‘집시 퀸(Gipsy Queen : 유랑민들의 여왕)’.
거무스름한 피부와 인형같은 얼굴, 큰 눈동자가 특징.
집시 민족의 소녀로 Ax내에서 최연소 파견 집행관.
트레스 못지 않게 카테리나에 대한 충성심이 강하며, 신과 교황과 카테리나의 말밖에 듣지 않는다.
흡혈귀를 죽이면, 나중에 죽어서 천국에 간다고 굳게 믿고 있음.
커뮤니케이션 가능성이 0인 인물, 카테리나를 제외한 나머지 타인의 말은 들으려 하지도 않으며 협력이라든가 동료라고 하는 개념이 아예 없다. 그것 때문에 협동 임무에는 아예 투입되지를 않고 주로 조사 계열 임무를 하거나 카테리나와 동행하는 임무를 많이 한다.
어린 소녀만이 가질 수 있는 티 하나 없이 깨끗한 순수함과 무시무시할 정도로 천진난만한 잔인성을 지니고 있다. 필요 이상으로 적을 잔혹하게 죽이는 것을 좋아하며, 언젠가 카테리나가 '게으르고 말 지지리 안 듣는 신부들(ex : 아벨, 위그)'의 목을 자르고 심장을 뽑으라는 명령을 내리기를 학수고대하고 있다.
3인칭을 쓴다.(ex :쇼카는 ~야.)
말을 할 때도 자신이 직접 지은 노래를 섞어 한다. 하지만 노래 가사는 거의 섬뜩할 정도로 무섭거나 욕설 비슷한 인신공격이 주를 이루기 때문에 안 듣는 것이 이롭다.(ex : "병원, 병원, 즐거운 병원~! 들어올 땐 환자, 나갈 땐 시체~! 죽어버리면 아프지 않아요~!")
- 무기
  - 대형부채 : 쇼카가 늘 지니고 있는 붉은색과 검은색으로 수놓인 화려한 부채.

노엘 보(Noelle Bor)
성우 : 오오하라 사야카 / 김보영
전(前) Ax 파견집행관. 현역 시절의 코드네임은 ‘미스트레스(Mistress : 여 주인)’.
은퇴하기 전에 맡은 임무에서 레온이 은근슬쩍 자신의 가슴을 만진 일에 대해 엄청나게 분노하고 있으며, 그 일로 인해 아직도 레온을 용서하지 않았다.
전직 파견집행관이며 은퇴하긴 했지만 Ax와의 연줄로 가끔씩 카테리나의 부탁을 받아 임무에 투입되기도 한다.
수녀답지 않게 굉장히 요염하고 아름다우며, 성격 역시 도발적이면서도 상냥하고 자애로운 성격.
아벨에게 강한 연정을 품고 있었지만, 그럴 때마다 늘 그의 마음 속에 있는 너무나도 슬프고 침침한 어둠을 봐야 했기 때문에 그의 어둠을 품어줄 만한 자신이 없어서 결국 아벨을 포기했다.
고향 카탈루니아에서, 이자크가 일으킨 '사일런트 노이즈' 사건을 조사하기 위해 아벨과 같이 임무에 파견되었으나 결국 '사일런트 노이즈'로 인한 도시 붕괴로 인해 건물이 무너져 그 안에서 안타깝게 사망함.
- 기술
  - 엔파시(empathy) : 노엘이 지닌 특수 능력, 눈을 감고 정신을 집중하면 타인의 감정이나 정신 상태를 '색깔'로 구분해 볼 수 있다. 인간이 남기고 간 흔적을 빠짐없이 조사가 가능하며, 사람이 없는 사무실에서도 여기서 어떤 일이 있었는지 대강 알아낼 수 있는 신비한 능력, 노엘은 이 능력으로 인해 정탐이나 은신, 조사, 수색 계열 임무에서는 스페셜리스트로 통한다.

### 교황청 교리성성 이단심문국
프란체스코 디 메디치(Franchesco Di Medichi)
성우 : 코스기 쥬로타 / 정승욱
교황청 교리성성 장관. 추기경으로 피렌체 공.
교황청의 내정, 신앙, 국방을 사실상 관리하고 있는 인물이며, 전임 교황 그레고리오 30세와 하급 기사의 아내 사이에서 태어난 사생아로 알렉산데르와 카테리나의 이복 형(오빠)에 해당된다.
정의를 이상으로 여기고 있긴 하지만, 자신이 굳게 믿고 있는 것을 정의로 여기는 상당히 이기적인 면모를 보인다.
교황청에서 대표적인 강경파, 뱀파이어를 무조건 악으로 여기며 뱀파이어들은 전부 다 절멸시켜야 한다고 생각한다.
교황청의 권위의 실추를 통탄하며, 각국에 압력을 놓음과 동시에 진인류 제국과의 전쟁을 획책하고 있다.
후에 로젠크로이츠 올덴에 의해 교황 알렉산데르 18세가 암살당하자, 교황의 자리에 오르고 그와 동시에 핵 전쟁을 일으키고 진 인류 제국과의 전쟁을 선포하지만 카인의 계략에 의해 조종된 방주의 레이저 포에 의해 로마가 괴멸해 죽는다.
브라더 베드로(Brother Fetro)
성우 : 이나다 테츠 / 현경수
이단심문국 국장.
2m에 달하는 체구의 거인. 저돌적인 성격의 무인 기질을 타고났으며 정면 싸움을 좋아한다.
무투파로 유명한 명문 귀족 '오르시니 家'의 일원.
강화 인간이며 교황청 내에서도 손꼽히는 높은 전투력의 소유자. 제국에서 만든 대포를 정면으로 맞고도 일어나서 거동할 수 있는 것 자체가 거의 초인 수준, 전투 시에 악을 토벌하기 위해서라면 아군의 피해도 상관하지 않기에 ‘괴멸기사(IL Ruinante / 일 루이난테)’라 불리며 두려움의 대상이 되고 있다.
프란체스코에게 충성을 바치고 있으며, 따라서 Ax나 흡혈귀에 대한 적대심을 갖고 있지만, 기본적으로는 정의감과 의협심이 있는 사나이며 순박하기도 한다. 이온이 라드에 의해 죽을 뻔했을 때 일시적으로 이온을 도와주기도 하며 Ax와 협력하기도 했다.
상당히 과격하긴 하지만, 본 성격은 온후하고 의리파이기 때문에 부하들로부터 두터운 신망을 얻고 있으며, 자신이 지휘관 자리에 어울릴 만한 사람이 아니라는 것도 자각하고 있다.
회를 굉장히 좋아한다. 원래 조식을 선호했지만 어느 인물(?)이 추천해 먹어 본 회의 맛에 반한 이래로, 하루 세 끼 중 한 끼에는 절대적으로 회가 들어간 일본식 식사를 먹는다.
- 무기
  - 스크리머(Screamer / 규환자) : 베드로가 사용하는 로스트 테크놀로지의 산물인 거대 메이스(창), 무게는 거의 500kg에 육박하며 그 파괴력 또한 가공할 만한 위력. 창날에 달린 고주파의 휠은 창날에 초진동을 가해 공격한 물체를 아예 분쇄시켜 산산조각 내는 굉장히 실용화 된 로스트 테크놀로지이다.
  - 가브 오브 로드(Garb Of Lord / 성기사의 성의) : 베드로가 착용하는 은백의 갑옷. 자율식 전투보조 시스템이 장착되어 있는 고성능의 갑옷이며, 갑옷의 각 부위에서 회전하는 정전 모터를 에너지로 그의 등 뒤에 장착된 4개의 가느다란 인공 팔(머니큘레이터)이 방패를 들고 적의 공격을 자유자재로 막아낸다.
  - 부스터(Booster / 반응 촉진제) : 이단심문국에서 뱀파이어와 대적하기 위해 만든 무기. 특수한 약물로 인간의 신경 전달 속도로 극한까지 끌어올려 뱀파이어의 '헤이스트'(가속)에도 맞먹을 만한 빠른 속도로 움직이는 것이 가능하다.

시스터 바울라(Sister Paula)
성우 : 가이다 유코 / 김현심
이단심문국 부국장.
실무 능력이 부족한 베드로를 대신해 이단심문국을 실질적으로 지휘화는 도서관 사서처럼 조용한 분위기를 풍기는 수녀. 집무 능력이 초 엘리트이며 수없이 엄청난 속도로 들어오는 이단심문국의 모든 잡무와 서류를 혼자서도 처리하는 놀라운 업무 처리 능력을 보인다.
격투기나 암기를 다루는 실력이 뛰어난 암살가이기도 해 원작에서는 하벨, 애니메이션에서는 라드를 압도했다.
하느님과 신앙을 사회를 움직이기 위한 규범이라 생각하고 있어 그것을 위협하는 것은 주저없이 제거하는 냉혹한 성격을 갖고 있어, 그 전투력과 아울러 ‘죽음의 숙녀’라고 불리며 두려움의 대상이 되고 있다.
교황을 위해서 움직이기보다는 상사인 프란체스코를 위해 움직이는 경향이 있다. 본인 스스로 말하길 "교황은 아무것도 아니다."라고 말하지만 무의식 중에 교황을 지키는 모습을 보이기도 한다.
상당히 차갑고 비정한 이미지이지만, 그녀가 자택으로 귀가해 꼭 하는 일은 자신의 애완동물인 햄스터와 놀아주기이다.
그녀는 베드로의 덕망을 높이 평가하고 있다.
수 많은 암기를 다루는데 능숙하지만 그녀의 진짜 무기는 체술이다.
브라더 마태오(Brother Matthaios)
이단심문관.
온후한 인상에 반해, 전략가로서 굉장한 지략의 소유자. 본래 용병 출신으로 옛날에 잔인무도한 대량 학살을 저질러 '디아블로 마레코스'(모로코의 악마)라는 별명이 붙었다.
앞머리를 길러서 이마에 난 상처를 가리고 있다. 그 상처는 옛날에 레온과 싸워 얻은 상처이다.
용병 시절의 잔학성과 비정함에 이단심문관으로서의 광적인 신념이 더해져 위험한 가치관을 갖고 있다.
다른 이단심문관처럼 육체적인 격투 능력이 높기보다는, 전투 지휘나 지략에 능한 것으로 보인다.
- 무기
  - 성 우리엘의 갑옷 : 마태오의 전용 동갑주. 4m 정도의 크기인 갈색의 동갑주. 마태오의 조종 실력이 더해지면 엄청난 위력을 선보인다.

브라더 필립보(Brother Philip)
이단심문관.
작고 뚱뚱한 남자로, 어딘지 모르게 뱀장어를 연상게 하는 추한 외모를 갖고 있다. 레온은 그를 ‘비만 뱀장어’라 부르고 있다.
간사하고 야비하며 음험한 성격을 지녔다.
인격적으로 굉장히 큰 결함을 지니고 있으며, 어떻게 이단심문관의 자리에 올랐는지 자체가 의문.
요상한 말투를 사용.
정말 놀랍게도 고전문학 박사 학위를 지니고 있다.
- 무기
  - 와이어 픽 : 필립보의 무기, 적에게 와이어를 날려 적중시킨 뒤 생체 강화에 의해 전신에 발달한 수십만의 발전 세포로부터 최대 30만 볼트의 고압 전류를 상대에게 흘려보낸다.

브라더 안드레아(Brother Andreas)
이단심문관.
이단심문관 중 최연소로, 자존심이 높지만 아이같은 면모도 있다.
마치 멧돼지 같은 저돌적인 성격에 과도하다 못해 철철 넘치는 기사도 정신, 완전 꼬마 베드로다.
베드로를 너무 존경한 나머지, 말투 하나하나 마저 베드로를 똑 닮았다.
자칭 베드로의 뒤를 잇는 교황청 넘버 2(어디까지나 '자칭')
기계공학 박사 자격증을 지니고 있다.
- 무기
  - 성 제오르지오의 창 : 악룡을 무찔렀다는 전설의 기사 성 제오르지오가 사용했다는 창, 정확한 정보는 불명.
  - 성 미카엘의 갑옷 : 브라더 안드레아의 전용 동갑주, 역시 정확한 정보는 불명.

브라더 바르톨로메오(Brother Bartolomew)
이단심문관.
실명은 [HC - Ⅱ. X 듀오 이쿠스], 별명은 "이단심문국의 건슬링거"
트레스 이쿠스와는 같은 기종의 형제기체. 건메탈 하운드 편에서 잠깐 등장한다.
트레스와 같이 이를 해결하기 위해 카테리나와 아벨이 나서서 모두 제거하지만, 가장 경미하게 파손된 듀오와 트레스를 각각 Ax와 이단심문국에서 수거, 이단심문국으로 와서 수리를 받은 후 바르톨로뮤로 개명한 것으로 보인다.
Human Factor의 억제가 트레스보다 살짝 느슨하게 설정되어 있어서 완벽한 인형처럼 행동하는 트레스와는 달리 어느정도의 감정을 가지고 있다.
건메탈 하운드와 이어지는 에피소드인 [네츄럴 본 킬러]와 [건 슬링거]편에 재등장하여 트레스와 대결을 벌일 예정이었다고한다.
브라더 야고보(Brother Jacob)
이단심문관.
자세한 것은 불명.
거대한 몸집에 머리에서부터 발끝까지 거대한 갑옷을 착용했다.
트레스 이쿠스와 교전한 적이 있다.(사일런트 노이즈 中)
- 무기
  - 거대한 쌍검

시스터 시몬(Sister Simon)
이단심문관
자세한 것은 불명
탁한 금발을 길게 늘어뜨리고 있으며 이단심문국 문장이 새겨진 커다랗고 높은 모자를 썼다.
트레스 이쿠스와 교전한 적이 있다.(사일런트 노이즈 中)
- 무기
  - 침 : 침으로 인간의 혈을 찔러 죽이거나 움직임을 봉쇄해버리는 용도로 쓰이는 듯.

그 외에도 시스터 요한나와 시스터 유디트, 브라더 토마스, 브라더 타대오 등등이 있다고 함.........

### 진 인류 제국 (眞 人類 帝國 / 츠아라 메투셀토)
세스 나이트로드(Seth Nightlord)
성우 : 마츠오카 유키 / 김선혜
진 인류 제국의 황제 <아우구스타. 블라디카>.
카인, 아벨과 같이 몸속에 나노머신 크레스니크가 이식되어 있기 때문에 <크레스니크 03>로도 불린다.
부스스하고 짧은 검은색 단발머리에 선명한 비취빛의 눈동자를 지닌 소녀. 참고로 제국에서는, 비취색은 황제에게만 허락된 고귀한 색으로 다른 장생종이나 일반 단생종들은 절대 걸쳐서도 안되는 색깔이라는 제도가 있다.
순수하고 극단적이고, 강한 이상론자이다.
시원시원한 마이 페이스에, 털털한 성격, 자신을 '그냥 지나가는 미소녀'라고 소개하곤 한다.
절대 본모습을 드러내지 않고 내정(內庭)이라 불리는 깊숙한 곳에 숨어서 정치를 하고 있다. 몇 년에 한 번씩 열리는 어전 회의인 '디 원'에 모습을 드러낼 때도 두꺼운 장막에 음성 변조까지 사용해 자신의 정체를 철저히 숨기고 있으며 최측근을 제외한 모든 장생종 귀족들은 그녀의 얼굴을 전혀 모른다. 세스는 이걸 이용해 자주 단생종으로 변장해 사민으로써 제국의 여러 곳곳을 돌아다니곤 하며 단생종들이 어떻게 지내는가를 관찰한다. 제국의 백성들은 전부 다 하나같이 어렸을 적에 검은 단발머리에 비취색 눈동자를 한 소녀와 논 기억이 남아있다고 함. 하지만 이런 행동으로 인해 제국의 일부 대신들은 황제가 실제로 존재하는 가에 의문을 품고 '황제 심볼설'을 주장하기도 한다.
약 800년 전 '대 재앙'(아마겟돈) 이후, 장생종들을 괴물 취급하면서 박해하던 단생종들에게 크게 실망하고(본인 曰 - "수명이 짧은 저들은 그저 자기 눈앞에 닥친 일밖에 보지를 못하는구나......")인류권에서 박해당하던 장생족 무리들을 이끌고 비잔티움으로 건너와 진 인류 제국을 세운다. 제국의 장생종들은 세스에게 있어선 가족이자 친구, 그리고 자식과도 같은 존재이다.
단생종들이 이 지구에 어울리지 않다고는 생각하지만 단생종들을 없애버리는 짓은 야만적이라고 생각한다. 그래서 단생종들은 장생종에게 보호받으며 살아가야 한다는 것이 그녀의 생각, 실제로 귀족 제후들에게는 사민 계급의 수많은 단생종들이 있다.
후에 교황청과 제국의 전쟁을 어떻게든 중지시키기 위해, 성황궁에 봉인되어 있는 '방주'의 데이터를 일시적으로 해제해 교황청에게 위협을 줄 요량으로 위성 궤도에 있는 방주로부터 레이저를 발사하려 했으나, 카인의 명령을 받은 디트리히가 순식간에 방주의 프로그램을 해킹해 조종하여 로마가 괴멸하는 사태가 벌어진다. 후에 카인이 방주를 지상에 낙하시켜 지구 자체를 아예 괴멸시키려하자 자신의 목숨을 걸고 이 사태를 막아낸다. 결국 그녀는 카인에게 의해 목이 잘려 목숨을 잃는다.
- 무기
  - 2개의 음차 : 세스가 사용하는 무기, 흑자색의 날카로운 가시가 달려 있는 거대한 2개의 음차이다.

- 기술
  - 고에너지 초점식 초음파 - 소리의 불길 : 자신의 체내와 2개의 음차에서 발산되는 초음파를 이용한 크레스니크 03의 힘, 세스의 양손에 있는 2개의 음차가 인간은 감지할 수 없을 만큼 극히 미세한 고속 진동을 일으킨다. 이 음파 파장을 임의로 맞춰 조절해서 한 부위에 집중적으로 쏘면 그 부위는 엄청난 분자 진동의 열을 견디지 못하고 타들어가며, 탄 부위는 순식간에 소금으로 변해버린다. 소금으로 변하는 설정은 성서에 나온, 소돔과 고모라의 멸망 때 여호와의 계시를 어기고 뒤를 돌아본 롯의 아내가 소금 기둥으로 변해버린 것에서 따온 것이다.

아스타로셰 아슬란(Astharoshe Asran)
성우 : 네야 미치코 / 한채언
진 인류 제국의 귀족, 직위는 '오데사 자작'(R.A.M)에서 '키예프 후작'(R.O.M)으로 상승했다.
진 인류 제국의 '직할 감찰관'(카마라슈)을 맡고 있다.
호박색 눈동자와 앞머리의 한가닥 붉은 곳을 제외하고 전부 다 희미한 상아색으로 탈색해버린 머리카락이 특징이며, 머리카락이 탈색한 이유는 어머니가 돌아가신 것이 너무나도 커다란 충격이었기 때문, 탈색하기 전에는 머리카락 전체가 선명한 붉은색이었다.
황제인 세스의 명령으로, 제국을 떠나 잠시동안 '아우터'(바깥)의 인류권에서 생활하며 Ax와 연합 작전을 펼친 전적이 있음, 이 때 아벨과 만나게 되며 아벨과 동지(토바라슈)의 연을 맺게 된다.
그녀에게 있어서 아벨은 '바보'(도비토크)이자 '동지'(토바라슈), 그리고 좋아하는 존재이다.
직선적이고 무뚝뚝해서 어떻게 보면 차갑고 냉정한 이미지가 강하지만, 본심은 따뜻하고 배려심 깊으며 정도 많다. 하지만 소위 말하는 츤데레 성격이기 때문에 그걸 제대로 표현하는 것을 잘 못한다.
입버릇으로 '도비토크'(제국어로 바보)가 있다. 이보다 더 긴 명대사로, "도비토크, 네프틴타, 프로스토, 파리마, 타우 카프 도보리크하~!!!!"가 있다.(직역하자면 "바보, 무능한 놈, 멍청이, 얼간이, 네놈 목 위에 달려 있는 건 머리가 아니라 호박통이냐~!!!!!"라는 뜻이다.)
- 무기
  - 게이 보르그(Gae Bolg)의 창 : 아슬란 家의 당주에게만 대대로 계승되는 창, 자유자재로 신축이 가능하다. 창 끝에는 녹색으로 빛나는 커다란 유리 수정이 박혀 있다. 플라즈마 제트 생성 시스템을 이용해 Xe(크세논) 가스를 엄청난 위력을 지닌 레이저로 압축시켜 유리 수정(진공 챔버)에서 분사시킨다. 이 때 분사되는 레이저는 '고온고밀도 플라즈마'로, 모든 물질을 깨끗하게 도려내는 것이 가능한 궁극의 백병전용의 강력한 무기이다. 이 창의 모티브는 켈트 족 신화의 영웅으로 추앙받는 쿠 훌린의 창에서 유래되었으며, 전설에 따르면 자신의 능력을 감당할 만한 무기가 없어 전전긍긍하던 그에게 한 마녀가 나타나 바다 괴물의 뼈를 이용해 만들어준 창이며 이 창은 너무나도 단단해 그 어떤 것으로도 파괴할 수가 없었다고 한다.

이온 포르투나(Ion Fortuna)
성우 : 미나가와 쥰코 / 이명선
진 인류 제국의 귀족, 직위는 '멤피스 백작'
진 인류 제국의 제검어 지관(스파타르)을 맡고 있다.
진 인류 제국 귀족 중에서도 최고 명문가로 꼽히는 포르투나 家의 도련님, 포르투나 家 덕분에 그는 아직 어리지만 장래에 제국의 최고 직책인 '추밀사'(보르니크)의 직책을 약속 받았다.
남자라고는 생각치 못할 정도로 어리고 귀여운 중성적인 외모를 지녔다. 그래서 가끔(사실은 매일) 여자로 오해를 받으며, 본인은 그것을 콤플렉스로 여기고 있다.
황제인 세스의 명령으로, 제국과 교황청의 화친을 도모할 '칙사'로 파견되어 교황청과 접촉하기 위해 '아우터'(바깥)로 향한다.
교황청에서 음모에 휘말려 에스텔과 아벨을 만나서 산전수전을 전부 다 겪는다. 처음엔 단생종들을 천박하게 여기고 증오했지만, 이런 저런 사건에 휘말리면서 점점 단생종에 대한 생각을 고치게 되고, 결국엔 에스텔을 짝사랑하게 된다.
외모 때문인지, 아니면 다른 제후들이 너무 강한 건지는 몰라도 전투력은 조금 약한 듯 하다. 하지만 싸움 실력은 일반 장생종보다는 한수 위이며 실제로 디트리히가 조종하는 장생종 시체의 인형들을 단박에 쓰러뜨리는 저력을 보여주기도 한다.(바이바르스 말로는 100년만 더 수련하면 쓸만해지겠다는데........)
R.O.M 후반에, 알비온의 여왕이 된 에스텔을 대신해 제국을 나와 아벨과 같이 로젠크로이츠 올덴을 쓰러뜨리러 동행한다.
라드 발본(Raud Barvon)
성우 : 고니시 카츠유키 / 김기흥
진 인류 제국의 귀족, 직위는 '룩소르 남작'
진 인류 제국의 제검어 지관(스파타르)을 맡고 있다.
로젠크로이츠 올덴의 간부 활동도 하고 있으며 위계 서열은 '아데프타스 마이너'(5=6 : 작은 달인)
올덴에서의 칭호는 '불의 검'(플랑베르그 / Flamberg)
제국의 귀족이면서 동시에 단생종 절멸을 추진하는 '강경파'의 일원, 황제가 교황청과 화친을 시도하자 그에 실망하고는 몰래 로젠크로이츠 올덴에 가입한다. 이후 이온과 같이 교황청에 '칙사'로 파견되면서 그 활동 중에 교황청과 제국간의 전쟁을 도모하기 위한 음모를 저지른다.
이온의 어렸을 적부터 친구(토바라슈)이며, 이번 음모 활동 때에도 강경파로써의 긍지와, 친구인 이온과의 우정 사이에서 갈등하며 심하게 괴로워한다. 결국 임무 종반에 트레스에 의해 죽음을 맞이했지만 그의 시체는 편히 잠들지 못한 채 디트리히의 인형으로 전락하게 된다.
그의 육체는 결국 세스에 의해 소멸을 맞이한다.
- 기술
  - 이플리트(Ifrit : 화염 마인) : 손에서 화염을 뿜어내는 능력을 지닌 라드의 특수 능력 이름, 라드의 체내에는 땀샘이 없으며 대신 각질화한 그의 피부엔 글리세린과 나프타샘이라고 불리는 이중분비샘이 존재한다. 그곳에서 분비되는 체내의 글리세린과 높은 순도의 나프탠산의 안에는 각각 체내 미네랄인 염소산칼륨과 특수한 염기성 세균이 함유되어 있다. 체내에서 분비된 이 두 종류의 액체는 피부 위에서 혼합하는데 이 때 나프텐산의 안에 함유된 염기성 세균은 대기 중의 산소에 닿아 고열을 내면서 급속도로 사멸하게 되고, 이 때 발생한 고열에 의해 체내 미네랄인 염소산칼륨이 발화하면서 불길을 생성하게 된다. 이 발화한 염소산칼륨 주위엔 네이팜액의 80배에 달하는 강열성 나프탄 글리세린 혼합액이 존재한다.

미르카 포르투나(Milka Fortuna)
성우 : 아마노 유리 / 이소은
진 인류 제국의 귀족, 직위는 '모르도바 공작'
진 인류 제국의 가장 높은 직책인 재상, 즉 '수석 추밀사'를 맡고 있다.
이온의 할머니, 하지만 각성이 상당히 빨랐는지 외모는 이온보다 더 어리다.(10대 초반, 애니메이션에서는 20대 초반으로 이온보다 더 성숙해 보인다.)
황제인 세스의 측근이자, 유일하게 세스의 얼굴을 알고 있는 유일한 제후. 세스와 그녀는 임금과 신하 관계를 넘어선 일종의 친구(토바라슈)이며 그녀 역시 세스를 대할 때의 말투는 임금이 아닌 편한 친구와 말하는 말투이다. 이런 인연 관계로 인해 세스가 사민으로 변장해 거리에 나가 있을 때면 그녀는 언제나 황제로 변장해 세스의 빈자리를 지키곤 한다.
귀여운 외모와는 달리 대제후 중의 대제후 다운 위엄있는 포스도 갖추고 있으며, 평소에는 위압적인 태도를 보이는 이온도 그녀 앞에서만 있으면 꼼짝 못하고 황제 직속 부대인 금군부대(예니체리)의 대장인 바이바르스도 그녀 앞에서는 얌전한 아기고양이 신세가 된다. 실제로 그녀가 진지해지면 상당히 무서워진다.
이온의 귀국과 동시에 반역자들의 세력이 움직이는 것을 조기에 알아챈 세스가 다시 밖으로 나갔을 때, 그녀 역시 황제의 자리를 단단히 지키고 있었으며 이번 음모로 인해 살해당할 뻔했으나 세스의 계략덕분에 목숨을 부지하기도 한다.
슐레이만(Shuleiman)
성우 : 다케와카 다쿠마 / 최준영
진 인류 제국의 귀족, 직위는 티그리스 공작
진 인류 제국의 가장 높은 직책인 추밀사 계급에서 '차석 추밀사'를 맡고 있다.
겉으로는 온순하고 세련되고 상냥한 귀족이지만, 실제는 제국의 강경파들의 리더로 제국을 위해서라면 황제를 죽여서라도 단생종을 절멸시켜야 한다는 이념을 지니고 있다.
이온과 아벨, 에스텔의 귀국과 동시에 라드(실제는 디트리히)와 함께 반역 음모를 실행하며, 거의 성공에 다다랐지만 세스의 등장으로 모든 것이 물거품이 된다. 결국 그 자리에서 세스를 공격하지만 일부러 빗맞추었고, 결국 아스타로셰 아슬란의 게이 보르그 창에 의해 죽음을 맞이한다.
- 무기
  - 솔로몬의 반지 : 티그리스 家에 대대로 전해지는 유산, 철과 놋쇠를 나선 모양으로 이어붙이고 중앙에 눈동자처럼 붉은 보석을 박아넣은 반지의 모습을 한, 냉각시킨 극소의 자계를 고속방출하는 기자계 개방형 디바이스이다. 자계 내에 묶인 공기의 단열팽창 현상을 이용하여 공격대상을 동결시키고, 분자간의 결합 성질을 약하게 하여 붕괴시킨다. 단단한 철도 미립자 형태로 붕괴시키는 위력을 지녔다.

바이바르스(Bybars)
성우 : 우치다 나오야 / 김영찬
진 인류 제국의 귀족, 직위는 '하르툼 남작'
진 인류 제국의 황제 직속 호위대인 <예니체리>(금군부대)의 대장인 '예니체리 아스'(금군부대 대장)을 맡고 있다.
제국 내에서도 손꼽힐 만큼 무예의 달인이다.
엄청나게 우락부락한 구릿빛 근육질 몸매와, 험상궂고 무시무시한 외모와는 달리 성격은 굉장히 상냥하고 온순한 인물.
무예의 달인이긴 하지만, 이온의 할머니인 미르카 포르투나 앞에선 정말로 벌벌 떠는 온순한 아기고양이 신세가 된다.
- 무기
  - 즈 아르 피카즈(척추를 부수는 자) : 칠지도 형태의 거대한 검, 가지처럼 뻗어나온 7개의 칼날이 대 전자장을 만들어내 적에게 진공칼날을 만들어내 원거리의 적에게도 엄청난 위력의 참격을 날린다.

### 로젠크로이츠 올덴(Rozen Creuz Orden: 장미십자 기사단)
카인 나이트로드(Cain Knightlord)
성우 : 스와베 쥰이치 / 이주창
아벨의 쌍둥이 형이자 <크레스니크 01>
칭호는 '세계의 적' (콘트라 문디 / Contra Mundi)
위계 서열은 가장 높은 '이프시시마스'(10=1 : 궁극자)
크레스니크 01, 아벨의 형이자 트리니티 블러드의 최종 악역, 그야말로 순수한 악이라고 불리는 공포의 화신, 겉보기엔 아벨 이상으로 철이 없기 때문에 착한 것처럼 보임.
로젠크로이츠 올덴에서 '주군(마인 헤르/Mein Herr)', '그 분' 등으로 불리는 수령으로 불리는 자. 아벨이나 세스와는 달리 크레스니크의 정신면까지 완전히 융합한 상태여서 남매들 중 유일하게 크레스니크 기동률 100%를 사용이 가능하다.
그의 목적은 세계의 멸망, 그 목적을 이루기 위해 아벨의 크레스니크 02와 세스의 크레스니크 03를 노리고 있다.
과거 아벨에 의해 산 채로 대기권 밖에다 버려졌다가 지상으로 떨어진 후 수백 년에 걸쳐 재생했다고 한다. 몸의 수복이 완전하지 않아서 장시간 활동하면 형태를 유지할 수 없으며, 칠흑같이 검은 액체가 담긴 재생 욕조에서 몸을 재생시키고 있다. 온화하게 웃는 얼굴이나 언동과는 정반대로, 내심 자신들의 출생 이유로 인해 인간을 포함하여 모든 생물을 증오하는 광기를 내포하고 있다.
피쉬 앤 칩스(생선을 튀긴 요리에다 프렌치 프라이를 곁들인 영국의 대표 간식)를 좋아함
스스로를 ‘아무것도 필요로 하지 않고, 그러므로 모든 것을 필요로 하는 사람’이라고 칭하고 있다.
이름은 아담과 하와의 장남인 카인에서 유래하고 있다.
교황청과 진인류제국과의 사소하고도 세밀한 관계성을 교묘히 이용하고 허물어뜨려서 전쟁을 부추기고, 올덴의 힘을 이용해 새롭게 교황으로 선출된 프란체스코를 교묘히 조종, 결국 교황청은 진인류제국과 전쟁을 선포하게 되었다. 본래 목적은 세스가 전쟁을 중지할 수단으로 방주의 데이터를 해제할 때 디트리히를 시켜 그 데이터를 해킹해 조종, 방주를 지상으로 떨어뜨리는 것. 그리고 마침 달려온 아벨과 다시 한 번 전투를 벌인다.
이자크 페르난도 폰 캠퍼(Issak Fernando Von Kamper)
성우 : 후지와라 케이지 / 송준석
칭호는 '기계 마도사' (판츠아 마기엘 / Panzer magier).
위계 서열은 '메이가스' (9=2 : 마술사)
로젠크로이츠 올덴에서 가장 강력한 힘을 지닌 간부이며, 카인에게 가장 총애받는 자.
카인과 가장 처음 만난 올덴의 간부이며, 카인은 그와 함께 베를린에 존재하던 이단 집단의 '로젠크로이츠 올덴'을 빼앗아 현재의 올덴으로 만들었다.
지금까지 버틀러, 캠퍼, 파라켈수스, 칼리오스트로, 생 제르맹, 슈 후....... 등등의 수많은 가명을 가지고 살아왔으며 그에 대한 것이 대부분 불명. 트리니티 블러드 내에서도 가장 비밀에 싸여 있는 인물이다.
19년 전(R.O.M 기준) 왕립 론디니움 대학에서 아이작 버틀러라는 가명으로 활동했으며, 윌리엄 월터 워즈워스의 약혼녀인 프란시스를 살해해 시체 소생 실험을 한 뒤 사라졌다, 윌리엄은 이 일을 계기로 이자크를 뼛속 깊이 증오하며 Ax에서 활동하면서도 이자크를 계속 추적하고 있다.
자신의 장갑에 새겨진 붉은 오망성(펜타그램)을 이용해 로스트 테크놀로지를 사용한다. 펜타그램과 로스트 테크놀로지가 유저인터페이스로 되어 있어서 몇 가지 제스처와 음성인식코드(주문)를 행하면 그야말로 마법같은 로스트 테크놀로지가 발동된다.
올덴 내에서 이자크를 미워하는 반대 세력이 꽤나 존재함.
집사, 혹은 마술사로도 많이 불린다.
와인을 굉장히 좋아하며 가히 와인 중독자라고 해도 과언이 아님, 또 언제나 시거를 피우고 있다.
카테리나에게 "똑똑히 기억해 둬라, 여자는 수다스러운 남자를 싫어하는 법이다."라는 말을 들은 전적이 있다.
- 섀도우(Shadow - 그림자) - 웜홀을 이용해 어느 장소든 자유롭게 이동하는 이자크의 능력, 이것을 이용해 샤텐 코호르트나 인조 정령들도 소환 가능.

- 무기
  - 샤텐 코호르트(影鬼) - 이자크가 만들어낸 인조 생명체. 이 생명체들은 인조 난쟁이(쿤스트리히 츠베르그)라고 불리며, 마치 양서류를 연상시키는 외모에 키가 작고 전신이 칠흑같이 검은색이다. 식탐이 상상을 초월할 정도로 엄청나서 목표물을 뼈 하나도 남기지 않고 산채로 잡아 뜯어먹는다.
    - 소환 주문 : 자자스 자자스 나사타나다 자자스(이것을 4번 반복), 열려라 열려라 지옥의 문이여.

- 인조 정령(쿤스트리히 가이스트) - 샤텐 코호르트와 마찬가지로 이자크가 만들어 낸 인조 생명체들, 이것들 역시 어떤 원리로 만들어지는지는 불명이며 조종 역시 초고밀도 마이크로 머신으로 조종된다. 이자크는 이것들을 귀여워하면서 애완동물이라고 소개하지만 그 본모습은 절대적으로 애완동물이라 불릴 수 없을 정도로 혐오스럽다.

1. . 바람의 정령(風情) - 질피테 : 직경 30미터 정도 되는 거대한 갓과 무색투명한 몸을 지녔다. 모습은 마치 거대하고 징그러운 해파리를 연상시키며 갓에서는 무수한 촉수가 뻗어나온다. 촉수 정중앙에 달린 입에 달린 날카로운 이빨로 상대를 물어뜯어 피를 빨아먹는다. 촉수는 잘려나가도 30분동안이나 상대에게 달라붙으며 공격할 정도로 끈질기다. 모티브는 바람의 정령인 '실프'
2. . 땅의 정령(地情) - 그놈 : 덩치 큰 사람과 비슷한 정도의 크기의 거대한 지렁이, 땅속에 잠복한채 고속 이동을 하며 순식간에 먹이를 낚아 채 땅속으로 끌고 들어간다. 모티브는 땅의 정령인 '노옴'
3. . 불의 정령(火情) - 잘라멘데르 : 점액균 형태의 원형질을 기본으로 되어 있으며 그 형태는 마치 인간의 내장처럼 보인다. 길이는 직경 3 cm 정도이지만 살갗인지 젤라틴인지 알 수 없는, 강한 염산을 지닌 몸을 촉수처럼 늘려 상대를 잡아 흡수한 다음 몸을 급격하게 거대화시킨다. 이 인조 정령에 붙어 있는 점액균은 강한 산성으로 물체를 불태우며 이것으로 허족을 만들어 움직이거나 공격을 한다. 모티브는 불의 정령인 '살라맨더'
4. . 물의 정령(水情) - 운디네 : 겉보기엔 보석처럼 빛나는 자그마하고 귀여운 물고기이지만, 보이는 것과는 정반대로 상당히 날카로운 송곳니를 가진 잔인성 넘치는 인조 정령들이다. 자신보다 더 큰 생명체에게 잡아먹혀도 엄청난 속도로 그 생명체를 몸속에서부터 갉아먹는다. 모티브는 물의 정령인 '운디네'

- 기술
  - 벨제부브의 검 - 단분자 와이어(모노 카본파이버)로 탄소C60분자 다중쌍성입자를 소재로 한 가늘고 세계에서 가장 강한 탄소섬유. 열엔 약하지만 그 예리함은 다이아몬드조차 일격에 두 동강 낼 정도의 날카로움을 지녔다.
    - 발동 주문 : 프로 마우 융게스, 오비코 마우 텔레타르카에, 에피 데크샤크시포스 에바리스테라 아에기스페토 엘 가르 페리 마우 오스테르 톤 펜타카르 엔티 스타레이 오 아스테프 톤 에크세테크.......... 와라, 벨제부브의 검~!(나의 옆에는 융게스, 나의 뒤에는 텔레타르카에, 오른손에 검, 왼손에 방패, 내 주위에 오망성이 빛나고 돌 속에는 육망성이 존재할지어니.......... 와라, 벨제부브의 검~!)

- - 아스모데우스의 방패 - 강전자장을 이용해 상대의 기술을 방어하는 기술, 전류나 전파 계통은 완벽하게 차단시키고, 날아오는 탄환을 180도 돌려 반사시키거나 적이 가하는 공격을 막아내는 것이 가능하다.

- - 배리얼의 화살 - 전자 가속포(양팔에 강력한 자기를 띤 자기철을 이용해 레일 건의 원리처럼 초가속상태로 들어간 하전입자탄환을 날리는 구 문명의 로스트 테크놀로지)를 발사하는 기술로, 거대 전함의 주포에 맞먹는 위력을 지녔다.
    - 발동 주문 : 나 그대를 소환하노라, 무시무시한 불꽃의 왕이여, 적의를 띤 천사, 아무런 가치도 없는 자, 약한 자, 비겁한 자, 사악한 자, 령이 없는 곳에 살아가는 자여, 내 마음은 그대를 통해 세계를 아노라, 그대 스스로 태어나 스스로 자라난 어둠의 왕, 나에게 힘을 빌려주시오...... 와라, 배리얼의 화살~!

- - 마몬의 철퇴 - 적의 주위로 압전소자의 미립자를 뿌리는 기술, 적의 주위로 뿌려진 이 기술은 적이 내뿜는 전격계 기술을 소밀파로 변환시켜 적에게 다시 반사시킨다. 이자크가 아벨의 크레스니크 02의 힘에게 대항하기 위해 만들어낸 기술.
    - 발동 주문 : 발밑을 바라보는 자, 강대한 불멸의 화염과도 같은 자, 나는 그, 그리고 진리, 나는 그, 그리고 세계의 선(善)을 증오하는 자, 나는 그, 그리고 세계의 재앙, 뱀을 휘감은 심장이야말로 나의 이름, 그대여, 와서 나를 따르시오, 모든 령이여, 나에게 복종하라, 모든 하늘의 영지, 영인의 영, 그리고 신의 저주와 천벌마저도 내 뜻대로 움직일지어니, 이아오 사바오 반........ 와라, 마몬의 철퇴~!

디트리히 폰 로엔그린(Dietrich Von Lohengrin)
성우 : 스즈무라 겐이치 / 홍범기
칭호는 '인형술사' (마리오네트 텐슈비라 / Marionet Tenspieler).
위계 서열은 '마기스텔 템프리'(8=3 : 신전의 수령)
에스텔과 함께 이슈트반에서 레지스탕스 활동을 했던 게르마닉스 출신의 청년이지만, 그 정체는 로젠크로이츠 올덴의 일원으로 에스텔과 헝가리안 공 줄라를 이용해 '탄식의 별' 사건을 일으켜 교황청과 진인류제국과의 전쟁을 획책하였다. 하지만 아벨에 의해 저지당한다.
에스텔을 ‘이상론을 좋아하는 어리석은 계집애’라고 부르며 강한 집착을 보이고 있다. 또 아벨에 대해서도 관심을 보이고 있다(카인으로부터 자초지종을 들은 것 같고 “아벨의 태생이나 그도 세계의 적이었다는 사실을 알고 있다”라는 말을 했다).
남자답지 않게 너무나도 아름다운 외모를 지녔다, 하지만 성격은 천사같은 외모와는 정반대로 사악하기 그지 없는 악마. 자신 이외의 모든 것들을 장난감 인형으로밖에 생각하지 않을 정도로 무자비하며 달콤한 말로 에스텔을 두 번이나 속였고, 남의 행복이나 희망을 철저하게 짓밟아버리는 것을 즐긴다.
게르마닉스 지방 귀족의 자제로 7살 때 자신의 아버지를 교묘하게 암살한 후, 자신의 영주 자리에 올랐었다.
올덴 내에서 이자크와 친함
전뇌조율사(프로그래머)로써의 실력이 엄청남, 올덴 내에선 최고의 실력이며 '탄식의 별' 시스템을 해킹해 싹 고쳐버리거나 교황청의 핵폭탄을 저지하기 위해 세스가 발동시킨 진인류제국의 '방주' 프로그램에 순식간에 침입해 주 정보를 해킹한 후 조종할 정도의 놀라운 실력을 지녔다.
후에 신학대전에서 카테리나와 트레스 이쿠스가 올덴에 허위로 입단한 것을 의심하나, 카테리나에게 카인에 대한 진의를 설득당한 후, 올덴에서 반란을 일으킨다.
헬가 폰 포겔바이데(Helga von Vorgelwiede)
칭호는 '얼음의 마녀' (아이스 헥셰 / Eis Hexe).
위계 서열은 '마기스텔 템프리'(8=3 : 신전의 수령)
실제 나이는 60대 후반이며 외견 상 나이는 20대 중후반으로 보임
지금은 게르마닉스 공국에 의해 병합되어 사라진 오스트마르크 공국의 과학자 출신.
그녀의 본거지인 '마녀의 탑'은 본래 구시대에 쓰이던 전파 중계 시설이었으며, 이것을 발견한 오스트마르크 공국이 수복작업을 착수한 직후 게르마닉스 공국의 침략을 받아 완전히 붕괴된다. 전후 혼란으로 인해 탑에 대한 모든 기록은 말소되었지만, 수복작업을 지휘했던 헬가는 올덴에 가입한 후 '얼음의 마녀'의 칭호를 얻은 후 올덴의 힘과 권력을 빌어 탑을 완전히 복구시킨 뒤 자신의 거주지로 삼았다.
카인의 위험한 면의 매력에 홀려 카인을 광적으로 짝사랑하고 있으며, 그런 이유로 카인의 가장 큰 총애를 받는 이자크를 극도로 증오하여 그를 몰락시키기 위해 노이만 3형제와 손을 잡고 이자크를 궁지로 몰아가나 이자크는 이미 그들의 계략을 손바닥처럼 내려다보고 있었으며 도리어 그녀는 이자크의 샤텐 코호르트(影鬼 :영귀)에게 먹혀 죽임을 당한다.
표면적으로는 옛 오스트마르크 공국의 백작부인 행세를 하고 있으며 교황청 홍보부의 안토니오에게 접근한 적이 있다.
- 무기
  - 맥스웰의 마법 지팡이 : 구 문명인 '로스트 테크놀로지'의 산물, 아름다운 푸른빛 크리스탈이 박힌 작은 지팡이의 모습을 한 일종의 '레이저 냉각기'이다. 전투방식으로는 '자기 냉각'과 '레이저 냉각'이 있으며, '자기 냉각'은 주위의 공기를 초밀도로 압축시켜 온도를 극한으로 낮춰 다이아몬드 이상의 경도를 지닌 얼음으로 바꾸는 것이고 '레이저 냉각'은 표적이 된 곳을 완전히 얼려 봉인시켜버리는 기술이다.
  - 빈터 프라우(겨울의 아가씨) : 헬가가 부리는 인조정령(쿤스트리히 가이스트). 겉보기엔 그저 투명한 빛깔의 물처럼 보이지만, 빙핵 억제 단백질을 주입시켜 영하 120도까지 동결되지 않도록 만든 과냉각수에 분자 유도 극미소 기계(마이크로 머신)를 섞은 '살아 있는 물'이다. 인조정령은 이자크의 메인 무기이지만 헬가는 자신의 것이 훨씬 더 아름답다고 우기고 있다. 아벨과의 접전에서 아메바처럼 달려들어 아벨을 고전시켰다.

발타자르 폰 노이만(Balthasar Von Neumann)
칭호는 '독룡(毒龍)의 왕' (바실리스크 / Basilisk)
위계 서열은 아데프타스 에크젠타스(7=4 : 귀인)
로젠크로이츠 올덴의 간부 중, 유일한 형제 간부인 노이만 3형제의 장남.
인류권에서 태연하게 활동하고 있는 몇 안되는 뱀파이어 중 한 명.
올덴 내에서도 이자크가 인정할 정도로 계략에 능하며, 천재적인 솜씨로 늘 작전을 성공시킨다.
현재 인류권에선 꽤 유명한 지휘자로 활동 중이다.
헬가와는 꽤 오래전부터 아는 사이로 보임.
헬가와 똑같이 이자크를 증오함, 자신의 동생들과 같이 헬가와 손을 잡고 "버드 케이지" 계획을 발동, Ax와 이자크를 궁지로 몰아가나 결국 계획을 손바닥 뒤집듯 엎어버린 이자크에게 죽는다.
- 기술
  - 바실리스크(Basilisk / 뱀의 왕) : 발타자르의 칭호이자 특수 능력. 발타자르의 손에는, 닿은 물체를 삽시간에 석화(石化)시켜 버리는 단백질 결정화 효소가 분비되고 있으며, 이 효소에 닿으면 차갑게 돌로 굳어 죽음을 맞이한다. 모티브는 신화에서 나온, 보기만 해도 사람을 죽일 수 있는 눈을 가졌다는 뱀들의 왕 '바실리스크'이다.

멜키오르 폰 노이만(Melchior von Neumann)
칭호는 '꼭두각시(傀儡)의 왕' (피그말리온 / Pygmailion)
위계 서열은 아데프타스 메이저(6=5 : 커다란 달인)
로젠크로이츠 올덴의 간부 중, 유일한 형제 간부인 노이만 3형제의 삼남.
짧게 자른 하늘색 빛깔의 머리, 도수 높아 보이는 동그란 안경, 자그마한 체구, 그리고 타인을 "댁"이라고 부르는 등, 전체적으로 굉장히 깐깐하고 삐뚤어진 인격 구조를 가지고 있다.
그 역시 이자크를 몰아내기 위해 형제들과 같이 헬가와 손을 잡았으며, 이자크를 몰아내기 위한 계획의 초석으로 '버드 케이지'와 '퍼블릭 에너미' '아포칼립스 나우'에서 각각 레온 가르시아 디 아스튜리아스, 디트리히 폰 로엔그린, 트레스 이쿠스를 공격한다. 하지만 전투력이 얼마나 강한지는 불명.
'아포칼립스 나우'에서 레온, 트레스와 격렬한 전투를 벌이다가 결국 트레스에 의해 죽는다.
- 기술
  - 그렘린(Gremlins / 장난꾸러기 요정) : 멜키오르의 특수 능력. 자신이 만들어낸 모든 기계들을 살아 움직이게 하는 신비한 능력이며 이 능력으로 만든 기계 메이드 군단인 '지클린테'는 멜키오르의 가장 큰 저력이다. 모티브는 도시 전설에 등장하는, 기계를 고장내 사람들을 골탕먹인다는 요정 '그렘린'이다.

- 무기
  - 지클린테 : 멜키오르가 만들어낸 최강의 기계 메이드 인형 군단, 자기 키보다 훨씬 더 커다랗고 위협적인 대검과, 상대방에게 달라붙어 움직임을 봉해버리는 검은 머리카락을 무기로 지닌 아름답지만 무시무시한 인형들이다. 하지만 무엇보다 더 무서운 장점은 몇번이고 쓰러져도 금세 회복되어 다시 전투에 임하는 무시무시한 내구성과 재생력. '버드 케이지'에서의 전투 때 괴력만큼은 자신 있는 레온조차 애를 먹었다.

카스파르 폰 노이만(Kaspar Von Neumann)
칭호는 '백면(百面)의 왕' (푼게르트 게쉬히트 / Hundert Gesicht)
위계 서열은 아데프타스 메이저(6=5 : 커다란 달인)
로젠크로이츠 올덴의 간부 중, 유일한 형제 간부인 노이만 3형제의 차남
대머리에 우락부락한 근육질의 몸매를 지닌 건장한 남성, 하지만 남성이면서 잘생긴 남자를 밝히고 여성스러움을 추구하는 하드 게이이다.
늘 여성의 모습으로 변신하고 다니는 것이 취미.
그 역시 이자크를 몰아내기 위해 형제들과 같이 헬가와 손을 잡았으며, 이자크를 몰아내기 위한 계획의 초석으로 교황청의 성천사성(케루빔)에 변신을 하고 잠입해 올덴의 비밀을 몇 가지 알고 있는 부패 사제인 알폰소. 데스테와 그의 정보관리 담당인 인조인간 '케루빔'을 제거하려 하나 위그 도 바토에게 격퇴당한다. 하지만 이 싸움에서 그는 알폰소를 살해하고 윌리엄 월터 워즈워스에게 초 중상을 입히는 성과를 낸다.
자신의 얼굴에 흠집 내는 것을 제일 싫어하며, 실제로 '나이트 호스피털'에서는 성천사성의 싸움에서 자신의 얼굴에 상처를 입힌 윌리엄에게 원한을 품고 있다가 윌리엄이 입원한 병원까지 찾아가서, 병문안 온 카테리나와 윌리엄을 무섭도록 추적하여 괴롭힌다. 하지만 결국 같이 병문안 온 카야 쇼카에게 죽임당한다.
- 기술
  - 도플갱어(Poplheganger / 또 다른 자신) : 카스파르의 특수 능력. 자신의 체내에 있는 모든 세포의 형태를 자유자재로 바꿀 수 있는 능력, 이 능력을 사용하면 카스파르는 어린아이에서부터 성인, 학생, 노인 등 수 만가지의 모습으로 변신이 가능하다. 지문은 물론, 망막이나 기억, 성격까지 똑같이 변신할 수 있으며 아예 모르는 가상의 인물로 변신하는 것도 가능하다. 모티브는 이 세계에 또 다른 자신이 존재한다는 설인 '도플갱어'이다.

쉬잔느 폴 스콜체니(Suzanne Von Skorzeny)
칭호는 '붉은 남작부인'(로테 바로닌 / Rote Baronin)
위계 서열은 아데프타스 마이너(5=6 : 작은 달인)
작가의 사망으로 국내에 미발행된 [R.A.M - 라디오 헤드]에서 첫 등장한다. [R.O.M - 장미 옥좌 / 가시 면류관] 편에서도 등장한다.
올덴의 저공 특수 함정인 <붉은 남작>의 선장
Ax의 케이트 스코트처럼 컴퓨터에 뇌가 이식된 존재로 추정.
아이언 메이든보다 더 정교하고 강한 기능을 갖추고 있지만, 한 순간의 방심으로 인해 결국 아이언 메이든의 미사일에 맞아 격추당한다.
구데리안(Guderian)
칭호는 '송곳니의 권속'(라이스찬 / Reibzahn)
위계 서열은 불명
이자크의 개인 호위병, 이자크가 잠시 바깥에 돌아다닐 때마다 늘 그의 곁에 붙어서 그를 호위한다.
희미한 금색이 감도는 부스스한 은발에 음침한 눈을 언제나 내리깔고 있는 남성.

### 알비온 왕국
메리 스펜서
성우 : 박경혜
칼슬레 자작. 알비온 해군 해병대 대령. 알비온을 방문한 에스델과 알렉산데르 18세의 호위를 맡는다.
‘블러드 메리’라 불리는 냉혹한 군인으로, 길버트 왕세자의 애인 해리엇이 낳은 서자(에스텔과는 이복 자매)라는 이유만으로 알비온을 지배하는 ‘26공가’로부터 온갖 더러운 일이나 가혹한 임무를 떠맡고 있었다. 할머니인 여왕 브리짓 2세의 건강이 위독해지자 다음 왕위에 오르기 위해 교황청과 밀약을 맺고 26공가의 말살 등의 음모를 꾸미고 있었지만 실패, 기사단의 개입하에 ‘안개의 밤’ 사건을 일으키고, 최후엔 에스텔을 감싸려다 카인에게 살해당한다.
이름의 유래는 메리 1세이다. 덧붙여 그녀의 이복 여동생은 에스텔(에스더)의 모델인 엘리자베스 1세이다.
제인 주디스 조슬린
에린 공. 알비온 해군 중위. 국가 재정 부위원장. 자유당 원내 간사. 왕국 귀족원 종신 위원. 에린 최대의 복합 기업인 조슬린 콘체른의 총수. 알비온 여왕 브리짓 2세의 조카로 명실상부한 알비온 최고의 대귀족이자 대부호이다.
‘캐러미티 제인(재앙을 부르는 제인)’이라 불리는 여인으로, 교회를 싫어하기로 유명한 데다가 불순 이성 교제, 동성애, 난교 파티, 약물 복용 등 사생활 면에서도 스캔들이 많기로 유명하다. 그러나 눈부신 공적을 수없이 많이 쌓아올렸으며 문예 후원 사업으로도 유명하다. 에스텔을 보고 첫눈에 반하였으며 종종 그녀를 유혹하려고 드나 번번이 실패하고 만다.
버질 월시
성우 : 마츠모토 야스노리 / 김광국
맨체스터 백작. 지하도시 ‘게토(격리지구)’에 숨어 사는 흡혈귀들의 대표.
바네사 월시
성우 : 기무라 아키코 / 안영미
버질의 여동생. 게토의 독립을 주창하는 과격파의 리더격.

### 그 외
알렉산데르 18세
성우 : 후지타 요시노리 / 최승훈
제399대 교황.
전임 교황 그레고리오 30세와 로마 최고의 명문 집안 콜론나 가문의 딸 사이에서 태어난 아들. 콘클라베에서 자신의 이복 남매인 프란체스코와 카테리나에 의해 옹립된 꼭두각시로, 인류권에서의 최고 권력자라는 자리에 있으면서도 겁이 많고 몸도 연약한 소년. 그렇지만, Ax나 에스텔과의 교류와 인간과 흡혈귀 간의 대립 양상을 보면서 조금씩 성장하고 있다.
알폰소 데스테
성우 : 다니구치 다카시 / 김태훈
쾰른 대주교→신(新) 교황청의 교황.
전임 교황 그레고리오 30세의 동생이자 측근이었지만 전임 교황 사후 열린 콘클라베에서 알렉산데르(를 옹립한 배다른 남매)에게 패하여 좌천되고 말았다. 현 교황청 상층부를 일소하고자 장미십자기사단의 지원을 받아 ‘침묵의 목소리’ 사건을 일으킨다. 그 후 스스로 교황을 참칭하며 신 교황청(노이에 바티칸)을 건국하기 위해 봉기를 일으키지만 실패, 도주 끝에 체포된다.
애니메이션에서는 침묵의 목소리 사건 때 들통나 체포당한다.
안토니오 보르히아
《R.O.M》에서는 교황청 홍보성성 장관. 《R.A.M》 첫 등장시에는 대학생이었지만 불과 2, 3년 만에 추기경직에 오른다.
장발로 경박한 외모와 언동과는 반대로, 천재적인 두뇌를 지닌 책사. 히스파니아 왕국의 명문 귀족 출신이라고 하는 배경과 재능, 신 교황청 사건 해결로 공적을 쌓아 교황청 내에서 계속해서 승진을 거듭하고 있다. 정치적으로는 프란체스코와 가까운 위치에 있으면서도 카테리나와도 가까이 지내는 등 인간관계를 빈틈없이 하고 있다.
카렐 판 델 벨프
성우 : 가시이 쇼토 / 시영준
"네 백작 중 하나, 암스테르담 백작. 조작의 넘버 2로 무투 파인 흡혈귀. 암스테르담 시내의 구교회에서 일어났던 신부살해사건으로 다른 "네 백작"에게서 서툰 솜씨를 비난당해 명예회복을 위해 사건의 유일한 생존자인 시스터 아그네스를 납치하려 했다. 그때 동생 피텔을 살해한 위그도 잡아들이지만, 아그네스의 재빠른 상황판단과 움직임으로 역습을 당한다. 10년 전 바드가 습격사건에 대해서 위그의 심문을 받던 도중에 가면 쓴 인물이 쏜 화살에 목숨을 잃는다.
피텔
성우 : 김영찬
암스테르담 백작 카렐 판 델 벨프의 동생. 시내에서 일어났던 구교회 사건의 생존자이며 아그네스를 유괴하려 하다 위그에게 목이 잘리고 말았다. 형과는 다르게 일견, 도시 귀족풍의 멋쟁이지만, 아그네스에게 괴물이자 불리자 잔혹한 정체를 들어낸, 똑같은 성격이라 할 수 있다.
아그네스
성우 : 쿠와시마 호코 / 김현지
암스테르담의 수녀. 구교회 사건에서 살아남은 단 한명으로, 암스테르담 백작 카렐 판 델 베르프에게 납치당한다. 부친은 바트 가문에 있던 기사였지만, 그녀가 5세 때 바트 가문이 습격을 당했고 양친도 휩쓸려 사망했다. 그 후 구교회에 맡겨지지만 사건으로 인해 다시 천애고아가 되어버린 비극적인 소녀이다. 조사에 파견된 위그와 함께 네 백작을 쫓지만, 반격을 받아 결국 위그의 복수를 끝까지 지켜보게 된다.
쥴라 카다르
성우 : 노무라 겐지 / 시영준
제국과 인류권의 틈, 이슈트반을 지배한 장생종. 헝가리아 후작. 제국에 대한 예를 취하면서도 신하로서 따르지는 않은 어디까지나 독립된 국가의 군주였다. 원래 그는 헝가리아 공작가에 전해져 온 전력중계위성 ‘탄식의 별’을 복구시켜 마을을 도우려고 한 선의를 가지고 있었으나 전뇌조율사였던 아내가 살해당한 일로 교회와 마을 주민들에게 복수심을 품게 되었다. 그 때문에 기사단과 손을 잡고 그 협력을 얻어 ‘탄식의 별’을 공격 위성으로서 복구시켜 별을 으뜸패로 삼아 교황청에 도전했다. 하지만 협력자로 여기고 있던 디트리히의 배신으로 계획은 실패, 그 자신도 아벨과의 싸움으로 중상을 입는다. 그 후 복수를 원했던 에스텔에게 자신을 죽여달라고 하지만, 복수를 해도 아무도 살아돌아오지 않는다며 에스텔은 이를 거절한다. 노킨 라드칸의 화살로부터 에스텔을 감싸고 에스텔의 품 안에서 목숨을 잃는다.
릴리스 사르
성우 : 고바야시 미사 / 김현지
붉은 머리카락에 갈색 피부와 금색의 눈동자를 지닌 미녀. 아벨과는 깊은 관계를 가진 인물로 여겨지나 명확히 밝혀지지 않았다.
웬디
성우 : 타무라 유카리 / 이소은
네버랜드 섬에 사는 아이들의 리더인 소녀. 그 정체는, 섬의 주인인 제임스 베리에 의해 인공적으로 전향된 "요정"으로 실험작 중에서 가장 성공적인 케이스이다. 또한 "팅커벨 시스템"의 열쇠라 할 수 있는 존재로서 스스로를 의지를 이용해 다른 요정들을 움직일 수 있다. 레온에게 쓰러지게 되지만, 피터의 간청과 아벨의 지력으로 목숨을 구하고, "요정"인 아이들 전원과 함께 비밀리에 제국으로 보내진다.
피터
성우 : 구기미야 리에 / 여민정
네버랜드에 사는 아이들 중 하나. "인위적 전향"의 "실패작"이며, 자신을 도와 준 "성공예"인 웬디를 좋아하고 있다. 그녀를 지켜주기 위해 어른이 되는 것을 바라지만, 붙잡혔던 아벨을 도망치게 해 주려다가 웬디에게 공격당하고 말았다. 그럼에도 마지막까지 그녀를 감싸며, 그녀를 죽이려드는 레온에게 간원하여 목숨을 구했다.
안젤리카
성우 : 김현지
론디니움 격리지구(게토)에서 알렉산드로가 만났던 장생종 소녀. 원래는 보헤미아 근처의 숲에서 가족들과 함께 살았었지만, 눈 앞에서 가족들이 참살당한 이후 말을 잃어버렸다.
앨리스 워즈마이어
성우 : 카와카미 토모코 / 정선혜
아벨이 만난 인간 소녀, 텔레파시 능력으로 타인의 감정과 기억을 조작가능한 특수 능력자, 즉 '마녀'. 자신의 능력 때문에 부모가 자신을 죽이려 했으며 가는 곳마다 늘 능력 때문에 집단 학살이 일어나는 바람에, 이젠 세상 자체를 믿을 수 없게 되었다. 하지만 아벨과 트레스를 만나 사건에 휘말린 후 달라진다.

## 세계관

### 교황청(바티칸)
로마 교황청을 계승한 범인류기관. 암흑 시대에 흡혈귀에 대항해 저항한 유일한 조직이었던 덕분에 ‘인류의 수호자’로 자리 매김하였으며, 그 후 출현한 흑성녀 등의 성인들의 힘을 빌려 흡혈귀들을 동구 지역으로 쫓아버리는 데에 성공했으며, 그 후 인류 사회의 기수로서 초강대국적인 존재가 된다.
그러나 근래에는 흡혈귀의 위협이 희미해져가는 데다가 세속 제후로 불리는 각국이 국력을 향상시키고 있기 때문에 그 영향력은 약해져가고 있고, 또 내부에서도 부패나 구습의 경직화가 진행되고 있다. 그 때문에 젊은 성직자들 사이에서는 급진적인 주장이 터져나오고 있는 경우가 많다.
교회로서의 측면보다는 행정기관적인 성격이 강하고, 또 교황이나 추기경 등 고위 성직자의 설정은 성직자라기보다는 정치가에 가깝다.
작중에서는 가톨릭만이 정당한 종교로서 인류권전체에서 신앙되고있으며 이슬람교,유대교는 당연히,
프로테스탄트등의 그리스도교의 파들도 이단으로 취급되고있다. 중세시대, 십자군을 일으킬 무렵의 교황청을 본따서 설정한 듯.

#### 교황청령
본작품의 교황청은 초국가적인 조직일 뿐 아니라 ‘성도(聖都)’라고 불리는 본거지 로마를 중심으로 한 광대한 지역을 지배하는 국가라는 성격도 가지고 있다. 교황청이 직접 통치하고 있는 지역은 오늘날의 이탈리아와 스위스, 슬로베니아, 크로아티아, 보스니아 헤르체고비나(《R.O.M》 이후부터는 헝가리가 추가된다)이다.

#### 국무성성
실제로 존재하는 국무원을 모델로 하고 있다. 외교와 각 교구의 연락을 담당하는 부서, 말하자면 교황청의 ‘국가’로서의 측면을 대표하고 있다. 세속제후국의 외무부에 해당하며, 뉘앙스적으로는 미국 국무부에 가깝다.

#### 교리성성
실제로 존재하는 신앙교리성을 모델로 하고 있다. 종교 문제를 다루는 교리성에 교황청령의 내정을 담당하는 내무성으로서의 기능이 더해졌으며, 군사원, 이단심문국, 특무경찰 등을 산하에 두고 있다. 교황청의 ‘초국가 기관’으로서의 측면을 대표하고 있어, 국무성성과는 전통적으로 사이가 나쁘다.

#### 홍보성성
실제로 존재하는 인류복음화성을 모델로 하고 있다. 교황청의 대내외적인 홍보와 정보 수집 및 선전을 담당하는 부서.

#### 성보인정국
본래는 성유물의 감정을 실시하는 예부성의 부서 가운데 하나이지만, 본작품에서는 로스트 테크놀로지를 발굴 및 복원하는 최첨단 기술 연구소로 설정되어 있다.

#### 교회군
교황청이 보유하고 있는 독자적인 군사력. 과거엔 가끔 제국을 향해 십자군을 일으켰으며, 지금도 교황청에 반항적인 세속 제후나 자유 도시에게는 이단심문이란 이름 아래 선전포고하기도 한다. 현재 총사령관은 교리성성 장관 프란체스코.
(* 실제 중세의 교회군은 당시의 풍습에 따라 용병이 중심이었다. 현재도 실제의 교황청과 바티칸을 수비하는 것은 스위스 출신의 용병대.)

### 로젠크로이츠 올덴(장미십자 기사단)
통칭 ‘세계의 적(콘트라 문디)’이라고 불리는 비밀결사단체.
라틴어로 ‘우리들의 불꽃에 의해 세계를 갱신하리라(Igne natura renovatur integra)’라는 슬로건 아래에서 각지에서 테러 행위를 저지르고 있다.
본래는 게르마닉스의 작은 이단 결사였지만, 카인과 이자크에게 흡수당한 이후 테러 조직으로 급성장했다. 그러나, 범죄 네트워크의 관리자라는 성격을 띠고 있어 정식으로 자신들의 실체를 드러내지 않기 때문에, 그 존재를 아는 사람은 드물다.
테러 집단이긴 하지만, 일종의 조직이기 때문에 엄연히 위계 서열이 성립되어 있다.
- 위계 서열
  - 10=1 - 이프시시마스(궁극자 ex) - 카인 나이트로드)
  - 9=2 - 메이가스(마술사 ex) - 이자크 페르난도 폰 캠퍼)
  - 8=3 - 마기스텔 템프리(신전의 수령 ex) - 디트리히 폰 로엔그린 / 헬가 폰 포겔바이데)
  - 7=4 - 아데프타스 에크젠타스(귀인 ex) - 발타자르 폰 노이만)
  - 6=5 - 아데프타스 메이저(커다란 달인 ex) - 멜키오르 폰 노이만 / 카스파르 폰 노이만)
  - 5=6 - 아데프타스 마이너(작은 달인 ex) - 라드 발본 / 쉬잔느 폰 스콜체니)
  - 4=7 - 필로소파스(철학자)
  - 3=8 - 프라크티카스(실천하는 자)
  - 2=9 - 제레타(신앙자)
  - 1=10 - 니오파이트(침입자)

이름의 유래는 장미십자단(로젠 크로이츠).

### 진 인류 제국(眞 人類 帝國 / 츠아라 메투셀토)
동유럽 및 중동에 걸쳐 건국된 본작품 중 유일하게 흡혈귀(장생종)로 구성된 비(非) 인류권 국가. 작중의 지도를 보면 국토는 다른 나라들을 무색할 만큼 매우 광범위하여 현재의 터키를 중심으로 그리스, 불가리아, 루마니아, 몰도바, 우크라이나, 키프로스, 시리아, 레바논, 이집트, 이란, 이라크 등을 아우르고 있다. 수도는 비잔티움.
'메투셀라'(뱀파이어 / 장생종)가 '테란'(인간 / 단생종)을 지배하고 있지만, 지배하는 메투셀라의 수는 전인구의 1할에도 미치지 못한다. 작중의 설명에 의하면, 황제의 절대적인 권위 아래 두 종족이 공존하는 사회라고 되어 있다(제국 영주 지배 아래 있는 백성인 단생종은 황제에게 종속되어 있기에 그 신하인 장생종과는 본질적으로 평등하다고 여겨진다).
기본적으로는 실력주의이며, 단생종도 본인의 능력과 노력의 대가로 사민(士民)으로 등용될 수 있으므로, 그 점에서는 봉건적 가치관이 횡행하는 인류권보다 근대적이라고 할 수 있다. 다만, 절대적 권위의 상징인 황제가 없이는 성립될 수 없는 불완전한 시스템인 데다가 어디까지나 장생종이 더 뛰어난 종이라는 전제 아래 있기 때문에 인류권의 표준적인 가치관으로 봤을 때는 결코 받아들일 수 없는 것이다.
교황청과는 불구대천의 관계이며(애니메이션판에서는 냉전기의 미국과 소련과 같은 분위기), 약 800년 전에는 건국 이래 교황청의 십자군이라는 군대와 교전했었지만, 작중의 시대까지의 200년 정도는 대외적으로 침묵을 유지하고 있다.
본작품에서는 제정사회를 갖고 있는 유일한 국가이기 때문에, 흔히 ‘제국’이라고 하면 진인류 제국을 가리키는 말이다. 또, 언어는 인류권과는 체계가 완전히 다른 제국어가 통용되고 있다(원형은 루마니아어). 문화나 위치 설정은 오스만 제국을 방불케 하지만, 사회구조나 정치 시스템은 정복왕조의 것을 모델로 하고 있다.

### 세속제후국·독립도시국

#### 알비온 왕국
현재의 영국에 위치하는 북쪽의 섬나라. 교황청의 지원 없이 부흥을 이룬 역사나 지정학적 조건 등 덕분에 교황청이나 다른 나라에 대한 독립 지향이 강하다. 정치체제나 문화, 생활수준은 산업 혁명기의 대영제국을 방불케 한다. 또, 아일랜드는 알비온에 합병되었다. 수도는 론디니움.
- 격리지구(게토)
- 에린(옛 아일랜드)
- 네버랜드 섬
- 스코틀랜드
- 잉글랜드
- 웨일스

#### 게르마닉스 왕국
현재의 독일에 위치하는 신흥군사국가. 최근 들어 급속히 공업화와 군비 증강을 추진하여 오스트마르크 공국을 침략해 병합하는 등 영토 확장 노선을 보이고 있어 각국으로부터 경계대상이 되고 있다. 수도는 유버 베를린.
‘로젠크로이츠 올덴’의 발상지로, 그 세력이 국가의 중추에 비집고 들어가 있어 국왕마저 함부로 손을 댈 수 없다. 게르마닉스 왕국 어딘가에 로젠크로이츠 올덴의 본거지인 '탑'이 존재한다. 모델은 독일 제국 및 나치 독일이라고 생각된다.
- 오스트마르크 공국

현재의 오스트리아에 위치하는 국가였으나, 작중 연대보다 수십 년 전에 게르마닉스에 병합되었다.

#### 히스파니아 왕국
현재의 에스파냐, 포르투갈, 모로코를 아우르는 나라. 봉건적인 정책을 채택하고 있어 교황청과도 관계가 깊다. 수도는 세비야.
《R.O.M》에서는 ‘침묵의 소리’ 사건으로 멸망한 이웃나라 카탈루냐를 병합하였다.
- 카탈루냐 공국

#### 프랑크 왕국
현재의 프랑스에 위치하는 농업국가. 알비온, 게르마니쿠스, 히스파니아와 더불어 ‘네 왕국’이라고 불리고 있지만, 브르타뉴 반도가 수몰하는 등 북부 지역은 황폐화된 상태다. 때문에 다른 세 나라와 비교하면 상대적으로 국력이 약한 편에 속한다. 수도는 마살리아.

#### 보헤미아 공국
현재의 체코와 슬로바키아를 아우르는 나라. 수도 프라하를 비롯한 서부 지역은 나날이 발전해가고 있지만, 제국과 인접한 중부나 동부 지역은 궁핍하여 이단파나 무장 봉기가 자주 발생한다.
- 제1차 보헤미아 전쟁
- 제2차 보헤미아 전쟁

#### 자유도시 이슈트반
현재의 헝가리에 위치한 독립 도시 국가. 공식적으로는 시의회가 정치를 맡고 있지만 실상은 흡혈귀인 헝가리아 후작 쥴라 카다르의 지배 아래 놓여있으며, 시경군 등 각 정부기관 역시 그의 꼭두각시가 되어 있었다. 지정학적으로 교황청령과 진인류 제국 간의 경계에 위치해 있어, 인류권에 있으면서도 흡혈귀가 지배하는 이중성 때문에 양국의 완충지대로 있어왔기 때문에 교황청도 그저 방관하기만 할 뿐이었다.
도나우강을 끼고 서지구(부다)가 줄라의 영지, 동지구(페스트)가 인간들의 거주지로 되어 있었다. 명칭은 이슈트반 1세로부터 유래한 것으로 생각하기 쉽지만, 작중에서는 암흑 시대에 이 마을을 부흥시킨 성인의 이름에서 따온 것으로 되어 있다(아마도 쥴라의 선조).
- 피의 언덕
- 이슈트반 시경군
- 마차시 성당

#### 자유도시 카르타고
현재의 튀니지에 위치하는 독립 도시 국가. 지중해 무역의 요충지이며, 제국과 인류권 간 삼각 무역의 거점으로 자리잡고 있다.
- 성녀 엘리사

#### 4도시 동맹
현 베네룩스 3국(네덜란드, 벨기에, 룩셈부르크)에 위치하는 독립 도시 국가. 브뤼셀, 암스테르담, 안트베르펀, 브뤼헤를 중심으로 하는 상업도시의 연합체이며, 4도시의 귀족들로 구성된 정부와 그들을 지지하는 세습 관료 및 용병 귀족에 의해 운영되고 있다.
경찰 조직을 지휘하던 용병 귀족 바토 가문이 멸족당한 이후로는, 암흑가를 지배하는 흡혈귀 씨족 4백작이 정치계에 강력한 영향력을 가지게 되었다(애니메이션판에서는 완전하게 실효 지배되고 있다).
＊이 외에도 야기엘로 대공국, 마케도니아 후국, 발트 3국, 북부 제후국군이 존재한다.

## 용어
국무성성 특무분실 (Ax)
‘파견집행관’이라 불리는 에이전트를 파견하여 대외 문제 처리나 외교 공작을 실시하는 교황청 국무성성의 특무기관으로, 이단심문국의 관할지역에 접하지 않는 법위에서 흡혈귀에 의한 범죄나 반(反) 교황청 세력(이단파) 단속도 하고 있다. 그러나 그 실태는 카테리나가 기사단을 무너뜨리기 위해서 결성한 조직으로, 국무성성 장관 취임 이전부터 행동을 함께 해 온 아벨, 케이트, 워즈워스, 하벨이라는 ‘기사’들이 핵심을 담당하고 있다.
파견집행관
Ax의 특무 스탭. 각각의 능력이나 특징과 연관된 코드네임이 붙여져 있다. 공식적으로는 순회신부 등으로 가장하고 있기 때문에 라이벌인 이단심문관과 비교하면 공적인 입장은 낮다. 또 정식 성직자가 아닌 사람이 대부분이며, 카테리나의 사병이라는 측면이 강하다.
아이언 메이든호
Ax에 소속된 하얀 기체의 공중전함. 파견집행관의 이동이나 대함공격 등을 맡고 있다. 덧붙여 애니메이션판의 디자인은 십자가형이었다. 함장은 케이스 스코트.
교리성성 이단심문국
이단심문관이라 불리는 13명의 에이전트와 하부조직인 특무경찰국으로 구성된 교리성성의 실전 부대. 원래는 암흑 시대에 뛰어난 전투력과 깊은 신앙심을 갖춘 성직자들에게 흡혈귀 전문 전투 훈련을 실시한 것이 그 시초였지만 흡혈귀가 인류권에서 물러간 현재에는 교황청 영내의 치안 유지나 이단파의 숙청이 주된 임무가 되었다. 교황청의 전횡의 상징으로 세간으로부터 공포의 대상이 되고 있다.
이단심문관
이단심문국의 핵심을 담당하는 강화인간이나 기계화 보병 집단으로서, ‘교회의 송곳니’라는 별명을 갖고 있다.
흡혈귀(뱀파이어)
본작에서는 ‘대재앙’ 후에 갑자기 출현했다고 전해지는 이종지성체를 일컫는다. 고도의 문명을 갖고 있으며, 뛰어난 신체능력과 불로장수를 자랑하지만, ‘갈증’이라고 불리는 강한 흡혈 충동이 빈번하며, 햇빛(자외선)이나 은에 약한 것으로 알려져 인류에게는 괴물로서 두려움의 대상이 되고 있다.
그 능력은 체내에 공생하는 바실루스 쿠드라크에서 나온다. 수명은 약 300세 정도로, 탄생시엔 아직 바실루스가 각성하지 않기 때문에 인간(단생종)과 똑같은 상태로, 나중에 성장하여 ‘각성’하게 된다(외관 연령은 각성시의 모습이며, 실제연령과는 다소 다른 경우가 많다). 기본적으로 야행성. 흡혈 충동은 바실루스의 영향으로 강한 빈혈 증상이 일어어나는 것이기 때문에 ‘인간의 피를 빤다’는 행위 자체는 어디까지나 철분 등을 보급하는 수단에 지나지 않는다. 그 때문에 본작중의 연대에서는 ‘생명의 물’이라고 하는 혈액제재를 복용하는 방법이 일반화되어 있어, 특히 제국에서 흡혈은 야만스러운 행위로 간주되고 있다(물론, 혈액제재의 원료로서 인간의 혈액을 모으기는 한다).
바실루스 쿠드라크(용혈성간상세균군)
흡혈귀(장생종)의 체내에 생식하는 세균. 숙주에게 높은 신체 기능과 생명력, 송곳니 형성 등의 육체적 변화를 부여하는 대가로 혈액중의 적혈구를 파괴해 빈혈과 흡혈 충동을 가져온다. 또, 자외선을 받으면 폭주 증세를 보여 숙주의 몸을 파괴하며, 은 분자가 들어가면 활동이 정지되는 특징을 갖고 있어, 본작 중의 장생종을 흡혈귀로 불리게끔 하는 존재.
십자가나 성경, 마늘에는 약하지 않다. 또 바실루스가 인체에 적합한지 아닌지는 개인차가 있기 때문에 피를 빨린 인간이 전향(흡혈귀 화)하는 경우는 드물고, 또 흡혈귀의 태아도 적합하지 않은 경우 사산되기 때문에 출생률이 매우 낮다.
덧붙여서 쿠드라크란 슬라브 신화에 등장하는 흡혈귀로, 그 숙적이 크레스니크이다.
장생종(메투셀라)
흡혈귀들이 자기 종족을 일컫는 통칭. 작중에서 ‘흡혈귀’란 어디까지나 인류 측에서 붙인 명칭으로, 스스로를 뛰어난 신인류라고 생각하는 그들 자신이 자칭하는 경우는(인류권의 범죄자가 인간을 위압하기 위해 쓰는 경우 등을 제외하면) 거의 없다. ‘진인류’라는 뜻도 갖고 있으며, 암흑 시대에는 ‘귀환자’라고도 불리었다. 덧붙여서 메투셀라는 성서에 등장하는 ‘가장 장수한 인간’의 이름이다.
단생종(테란)
흡혈귀(장생종)들이 인류를 가리켜 일컫는 통칭. 자신들보다 단명하고, 무지한 존재라는 시각으로 붙여진 명칭으로 ‘열등종족’이라며 업신여기는 뜻이 담겨있는 경우가 많다.
테란을 직역하면 ‘지구인’으로, 암흑 시대에는 ‘잔류자’라고도 불리었다.
크레스니크
‘흡혈귀의 피를 마시는 흡혈귀’라고 불리는 존재. 보통 쿠드라크가 기생하는 장생종들의 수명은 200~300년 정도지만 크레스니크의 수명은 영원불멸, 즉 죽지 않고 영원히 살며, 크레스니크는 흡혈귀조차 능가하는 뛰어난 전투력을 갖고 있다. 본 작품에 등장하는 크레스니크는 아벨, 세스, 카인 등 세 명이다.
나노머신 크레스니크
나이트로드 3남매의 체내에 들어 있지만(카인=01, 아벨=02, 세스=03), 카인은 다른 두 사람과는 달리 100% 융합되어 있다. 나노 머신으로, 흡혈귀(장생종)의 몸 속에 들어 있는 바실루스 쿠드라크를 섭취한다.
크레스니크 자체가 파괴적인 자아를 갖고 있기 때문에, 아벨은 자신도 카인처럼 될까 봐 두려워하고 있다. 이러한 특성을 갖고 있는 나노머신이 ‘대재앙’ 이전의 테크놀로지에서 개발되었다고는 보기 어렵고, 그 정체는 수수께끼이다.
마녀(Witch)
특수한 초능력을 지닌 단생종을 지칭하는 용어. 뱀파이어로서의 특수능력은 포함하지 않는다. 그 초능력은 셀 수도 없이 다양하며 이들이 이 능력을 가지게 된 이유는 대재앙 이전 스스로 유전자의 비밀을 해석하여 자유자재로 조종할 수 있었던 선조들의 피를 물려 받은 후손이기 때문. 이단 심문국의 무차별 사냥으로 인해 대외적으로는 거의 전멸했다고 보면 된다. 종류에 따라 물질투과 능력자인 '페이싱', 감정투시 능력자인 '엔파시', 의식조종 능력자인 '텔레파시' 등등 그 외에도 여러 종류가 있다.
심버 노토우
진 인류 제국에서 단생종 초능력자들을 지칭하는 말.
절멸지대(다크 랜드)
‘대 재앙’으로 생물이 사는 데에 적합하지 않게 된 지역. 본작에서는 유럽과 북아프리카 등을 제외한 지구상의 대부분을 차지한다.
강화인간(튠트)
강화병사라고도 한다. 본작에서는 약물 투여 등의 생체강화기술로 육체를 강화한 인간을 일컫는다. 베드로 등이 이것에 해당된다.
공중전함
무장을 갖춘 비행선.
탄식의 별
헝가리아 후작 가문에 전해져오는 로스트 테크놀로지. 본래 달 표면의 태양 발전 모듈에서 마이크로웨이브 형태로 전력을 수신하여 레이저광으로 지상으로 송전하는 전력 중계 인공위성이었지만, 쥴라와 디트리히에 의해 대출력 레이저로 지상을 공격하는 포격위성으로 전용된다.
사막의 천사(이블리스)
자유도시 카르타고의 ‘여왕의 묘소’ 지하에 설치되어 있던, 거대한 모래폭풍을 일으키는 기상 병기. 암흑 시대에 카르다고의 여왕 엘리사가 흡혈귀에 패해 카르타고가 점령당할 경우 적과 함께 도시 전체를 없애버리기 위해 만든 것이지만, 로젠크로이츠 올덴이 이온과 카테리나의 접촉을 저지하기 위해 복구시켰다.
호수의 검(엑스칼리버 시스템)
대기 중에 안개 형태의 미세한 콘덴서를 방출시켜 소립자를 병렬시킨 상태로 정광기를 충전해 필요한 양이 모인 순간, 그 모인 소립자들을 한 번에 직렬로 연결시켜 벼락 수준의 전압을 발사해, 목표 범위 내의 모든 것을 마이크로파로 태워버리는 다단식 충격 전압발생기로 만들어진 도시 공격 병기. 원작에서는 격리지구(게토) 내부의 유적 안에 잠들어 있던 것을 이자크가 작동시켜 그것을 메리에게 넘겨주고,‘안개의 밤’사건을 일으켜 론디니움에 막대한 피해를 안겨다주었다.
침묵의 소리(사일런트 노이즈)
로젠크로이츠 올덴이 개발한, 종소리와 건물간의 공진을 일으켜 목표 범위 내의 모든 건축물을 붕괴시키는 저주파 병기. 사그라다 파밀리아 성당에 설치된 시험 제작기를 이자크가 작동시켜 바르셀로나가 괴멸, 또 바티칸 괴멸을 위해 알폰소 데스테의 도움으로 로마의 오벨리스크에 설치했지만 Ax가 이를 파괴하여 미수로 끝난다.
세계의 적(콘트라 문디)
본래는 성서나 신화에 나오는 ‘세계 파괴자’를 일컫는 말. 작중에서는 세계의 멸망을 도모하는 로젠크로이츠 올덴을 가리키는 말이지만, 디트리히나 이자크의 말을 빌리면 아벨 역시 이 이름으로 불리었다고 한다. 또, 에스텔은 카인의 힘이나 가치관을 보고‘이 세계의 모든 존재와 양립할 수 없는 세계의 적’이라는 것을 직감하였다.

## 작품 리스트

### 트리니티 블러드 R.A.M.
- 트리니티 블러드　Rage Against the Moons 1〈프롬 디 엠파이어〉
- 트리니티 블러드　Rage Against the Moons 2〈사일런트 노이즈〉
- 트리니티 블러드　Rage Against the Moons 3〈노 페이스〉
- 트리니티 블러드　Rage Against the Moons 4〈저지먼트 데이〉
- 트리니티 블러드　Rage Against the Moons 5〈버드 케이지〉
- 트리니티 블러드　Rage Against the Moons 6〈아포칼립스 나우〉(미완)

### 트리니티 블러드 R.O.M.
- 트리니티 블러드　Reborn on the Mars　1〈탄식의 별〉
- 트리니티 블러드　Reborn on the Mars　2〈열사의 천사〉
- 트리니티 블러드　Reborn on the Mars　3〈밤의 여제〉
- 트리니티 블러드　Reborn on the Mars　4〈성녀의 낙인〉
- 트리니티 블러드　Reborn on the Mars　5〈장미 옥좌〉
- 트리니티 블러드　Reborn on the Mars　6〈가시 면류관〉
- 트리니티 블러드　Reborn on the Mars　7〈오로라의 송곳니〉(미완)

### 설정집
- 트리니티 블러드 Canon 신학대전